# إفران
إفران (بالأمازيغية: ⵉⴼⵔⴰⵏ) هي مدينة مغربية وجماعة ترابية ذات طابع حضري بالأطلس المتوسط، وهي عاصمة إقليم إفران، الواقع بتراب جهة فاس مكناس، تضم المدينة 964 13 نسمة حسب الإحصاء العام للسكان والسكنى لسنة 2024. هي مدينة جبلية سياحية تقع على ارتفاع 1600 متر فوق سطح البحر، وعلى مساحة 3573 كم². تمتاز بمناخها البارد وبالتساقطات الثلجية خلال فصل الشتاء، واعتدال الجو خلال فصل الربيع والصيف. تحافظ مدينة إفران على الطابع المعماري الأوروبي الذي تركه المستعمر الفرنسي، ما يجعلها شبيهة بالمدن الأوربية. أنشأت الإدارة الفرنسية مدينة إفران الحديثة عام 1928 أثناء فترة الحماية لتكون مستوطنة استعمارية ذات طابع سياحي.

## التسمية
كلمة «إفران» تعني الكهوف، وهي في الأصل كلمة أمازيغية، مستوحاة من المغارات المنتشرة حول المدينة. خلال الفترات التاريخية السابقة، كان يطلق عليها لقب «أورتي» والذي يعني الحديقة باللغة العربية. تلقب إفران أيضاً بإسم سويسرا المغرب بسبب أسقف منازلها المبنية بالقرميد الأحمر مثل المنازل في المدن الأوروبية، والتي تساعد على إزاحة الثلوج.

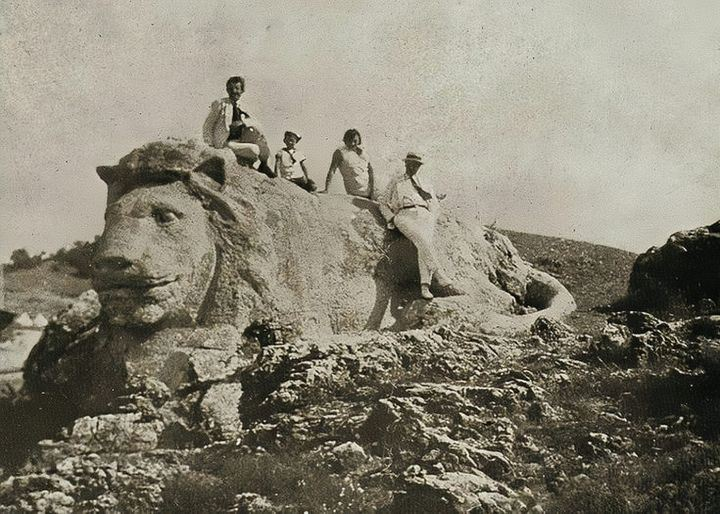
تمثال أسد الأطلس، معلمة مدينة إفران سنة 1930

## تاريخ
تكونت المدينة في البداية من مساكن كهفية محفورة في الحجر الجيري للأودية المجاورة، وهي كهوف تقع الآن تحت بعض المنازل وتستخدم كحظائر للحيوانات وأماكن للخزن. وكانت الأراضي الزراعية في المنطقة ملكية خاصة، أما المراعي فكانت تحت تصرف الجماعات القبلية، قبل خضوعهم للاستعمار الفرنسي بين (1913-1917)، استمرت المقاومة حسب مصادر تاريخية في الجبال المجاورة حتى عام 1922. [بحاجة لمصدر]
أُنشئت مدينة إفران الحديثة من قِبل الإدارة الفرنسية في عام 1929 على أراضي صودرت من السكان، وكان الغرض من ذلك أن تكون المدينة «محطة على التل» ومكان بارد تقضي فيه الأسر المستعمرة عطلها خلال فصل الصيف، لذلك صممت وفق النموذج الحضري الجاردن سيتي (مدينة الحدائق) السائد حينذاك. تضمنت الخطة لإنشاء «شاليهات» صيفية على طراز منازل جبال الألب المحاطة بالحدائق والشوارع المحفوفة بالأشجار، وبعد الاستقلال تم توسيع المدينة وتجهيزها بالمرافق الضرورية والوحدات السكنية العامة، لاحتواء التزايد السكان الناتج عن الهجرة من المناطق المجاورة، فيما أُعيد بناء حي «تمدقين» وتهيئته بالمرافق الضرورية.[بحاجة لمصدر]
أصبحت إفران في سنة 1979 مقرا لعمالة إقليم إفران الذي تحمل إسم المدينة، وأُنشئت فيها بعض الخدمات والمصالح الإدارية، ونتيجة لذلك ما تزال إفران مستمرة في التطور والتوسع العمراني كمنتجع للصيف والشتاء معا، ومجالا طبيعيا يشجع على الزيارة، في حين هدمت الشاليهات القديمة في وسط المدينة، وعوضت بمجمعات سكنية، في حين بقيت مراكز الاصطياف والمنازل الكبيرة منتشرة على مشارف المدينة.
في 22 يوليوز 1986، زار رئيس الوزراء الإسرائيلي شمعون بيريز المغرب والتقى الملك الحسن الثاني في مدينة إفران. وخلال سنوات حكم الملك الحسن الثاني، كان يُقيم كثيراً بمدينة إفران، كما كان يستقبل فيها مسؤولين كبار، وقادة دول أخرى. في 12 يناير 2009، أشرف الملك محمد السادس بإفران على وضع الحجر الأساس لبناء أكاديمية محمد السادس الدولية لألعاب القوى. في فبراير 2009، إستقبل الملك محمد السادس في إفران تميم بن حمد آل ثاني ولي عهد قطر الذي يتواجد بالمغرب في زيارة خاصة.

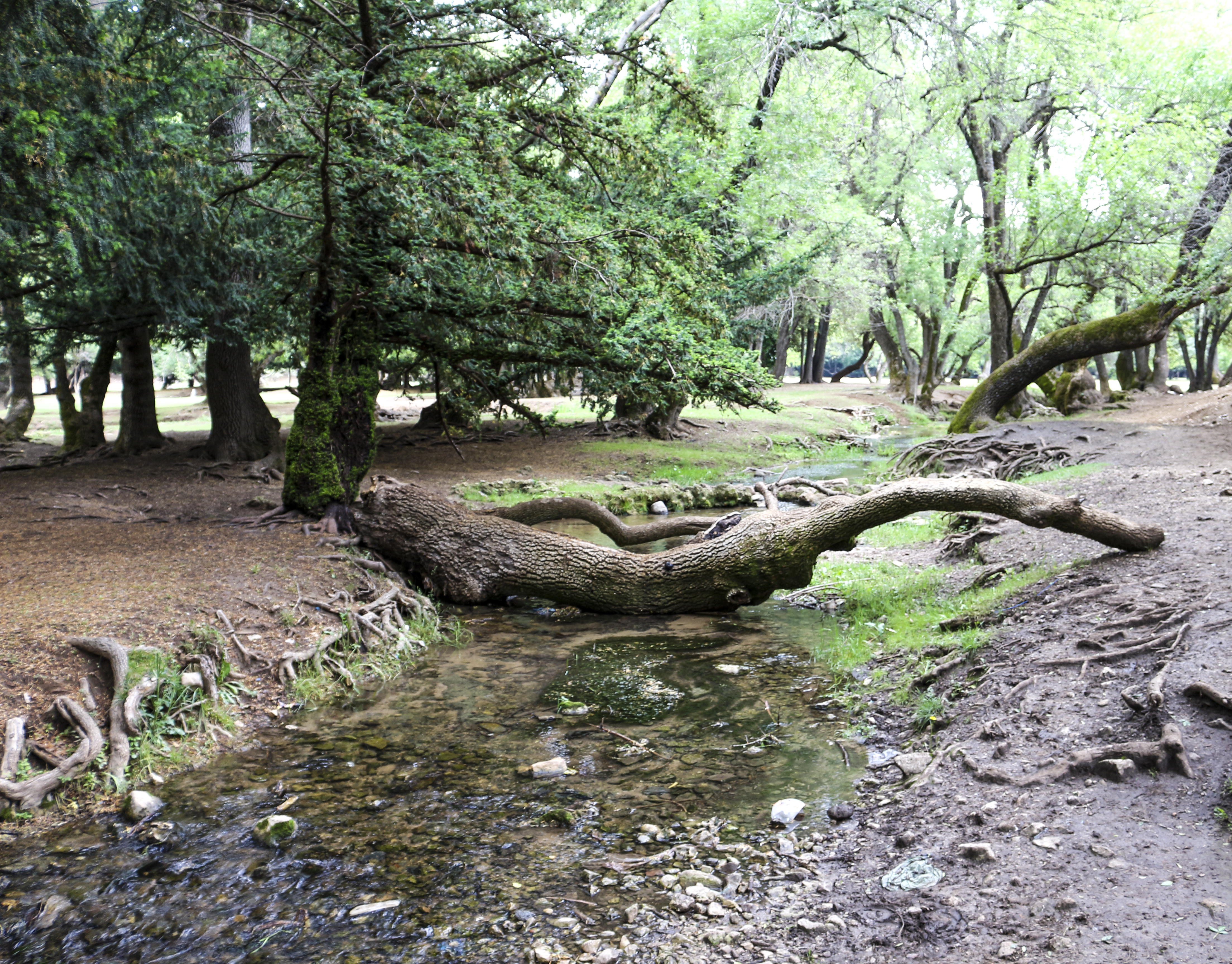
مننتز عين فيتال بمدينة إفران

## الجغرافيا

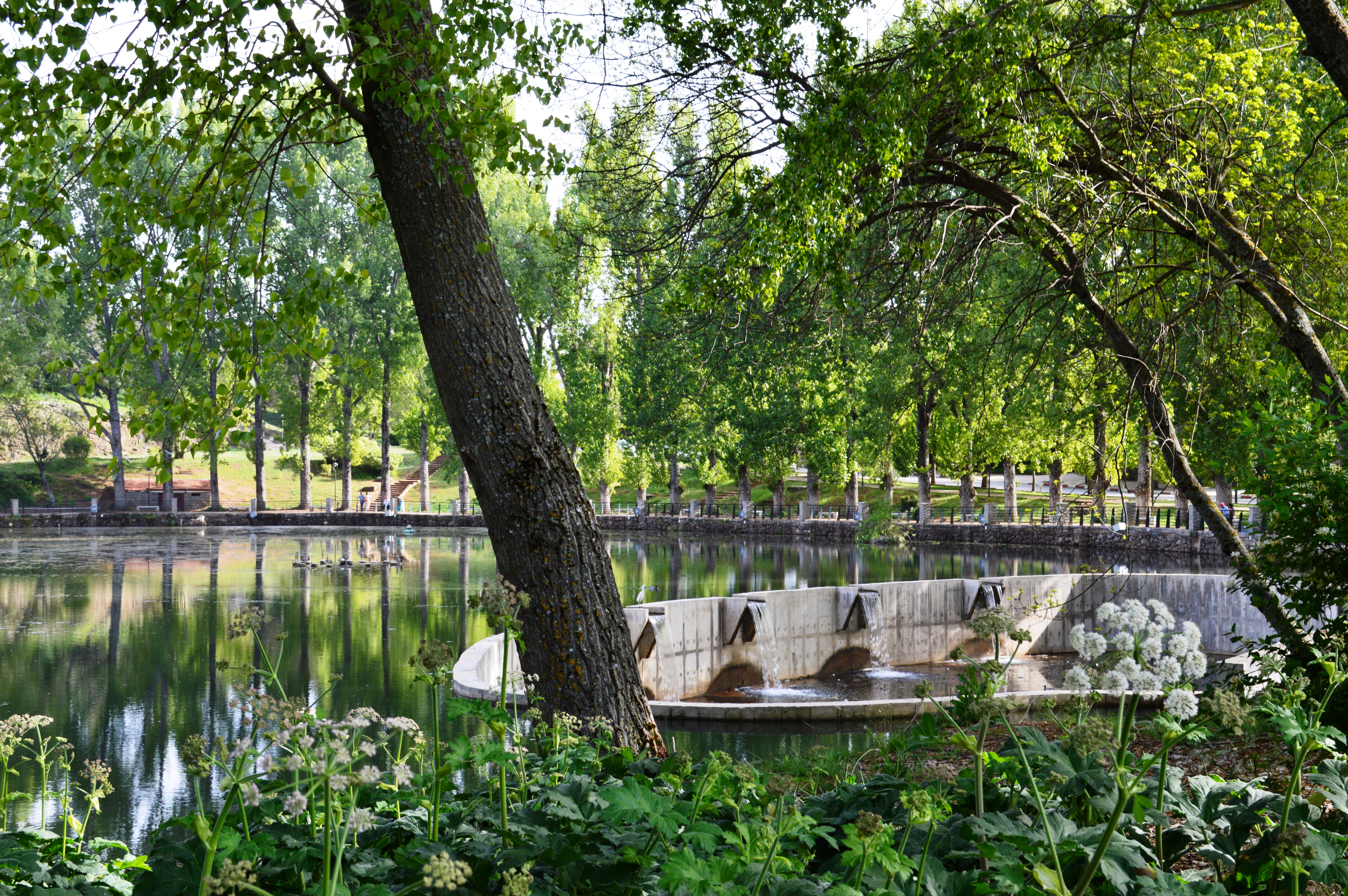
ضاية بمدينة إفران

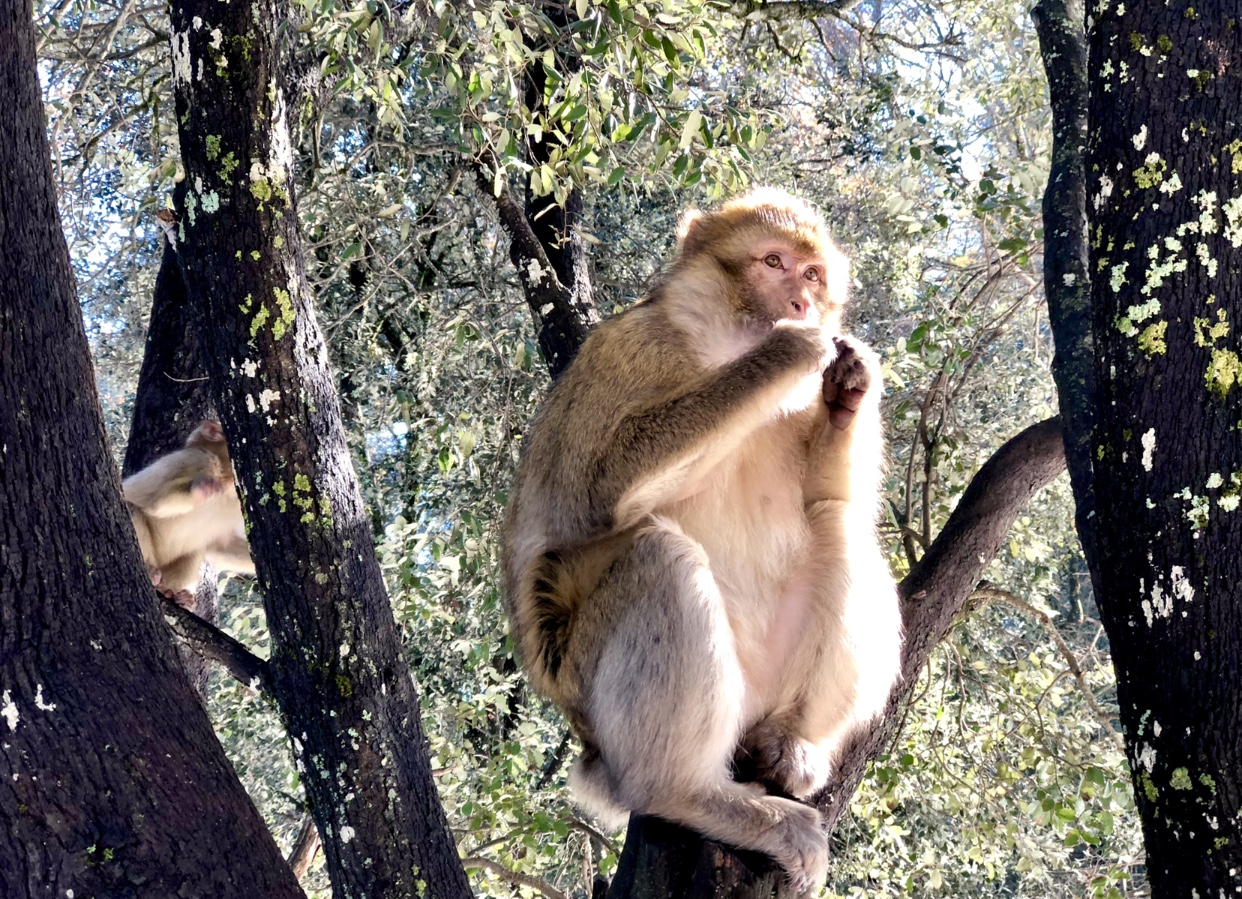
المكاك البربري في إفران

تقع مدينة إفران على تلة ترتفع بـ 1,664 مترًا عن سطح البحر، بجبال الأطلس المتوسط الأوسط، تتميز بمناخ بارد شتاء ومعتدل صيفًا، وهي مركز إقليم إفران بجهة فاس مكناس.

### المناخ
تعرف المدينة تهاطل الثلوج خلال فصل الشتاء ومناخ معتدل خلال فصل الصيف. من بين الحيوانات الموجودة في المناطق المجاورة للمدينة المكاك البربري المهدد بالانقراض. من بين أنواع الأشجار التي تنمو طبيعيا في المنطقة هناك الأرز الأطلسي والبلوط الأخضر.

### التقسيم الإداري

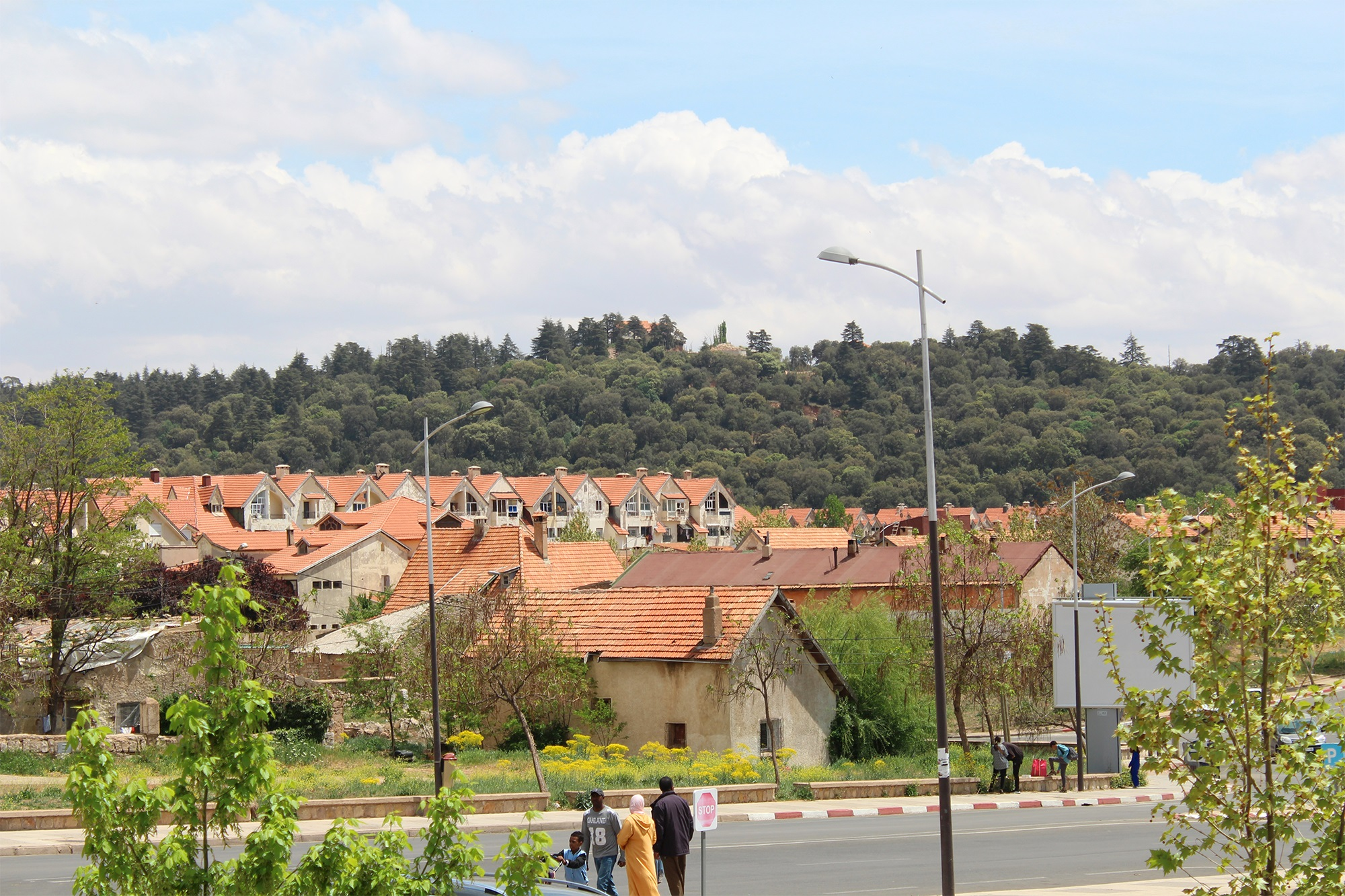
حي السلام بمدينة إفران

تتكون مدينة إفران من مجموعة من الأحياء أبرزها:
- حي الأطلس
- حي السلام
- حي الشباب
- حي الأرز
- حي الرياض
- حي العائلة الفرنسية
- حي الأطلس 2 [بحاجة لمصدر]

## السكان
يغلب على التركيبة السكانية لمدينة إفران الطابع الأمازيغي، حيث يشكل الأمازيغ النسبة الغالبة من سكان المدينة، خصوصًا المنحدرين من قبائل الأطلس المتوسط مثل آيت سغروشن وآيت أورتيندي. وقد ساهمت عدة عوامل ديمغرافية واقتصادية في ترسيخ هذا الحضور الأمازيغي داخل المجال الحضري للمدينة، لعل أبرزها ظاهرة الهجرة القروية.
حيث شهدت إفران خلال العقود الأخيرة موجات من الهجرة الداخلية، لا سيما من المناطق الجبلية المحيطة بها، حيث انتقلت العديد من الأسر القروية للاستقرار في المدينة بحثًا عن ظروف معيشية أفضل. وقد ارتبطت هذه الهجرة بعدة أسباب، من بينها تدهور النشاط الفلاحي في القرى الجبلية، وتغير المناخ، وضعف البنيات التحتية في المناطق النائية، إضافة إلى تنامي فرص الشغل في المدينة نفسها، خاصة بعد إنشاء مؤسسات تعليمية كبرى مثل جامعة الأخوين، وازدهار القطاع السياحي والخدماتي. ويؤكد تقرير المندوبية السامية للتخطيط لسنة 2022 أن نسبة كبيرة من سكان مدينة إفران الحالية تنحدر من أصول قروية.[بحاجة لمصدر]

## الصحة
قائمة المراكز الصحية في مدينة إفران:
- مستشفى النهار (قيد الإنشاء)
- المركز الصحي أطلس
- المركز الصحي الحضري (المستوى الثاني) مع وحدة مستعجلات القرب [بحاجة لمصدر]

## التعليم

### التعليم الإبتدائي
- مدرسة السلام
- مدرسة النصر
- مدرسة بئر أنزران
- مدرسة الرياض

### التعليم الإعدادي
- إعدادية الأرز

### التعليم الثانوي
- ثانوية علال الفاسي
- الثانوية العسكرية الثانية (خاصة بالإناث)تساقطات ثلجية بمدينة إفران

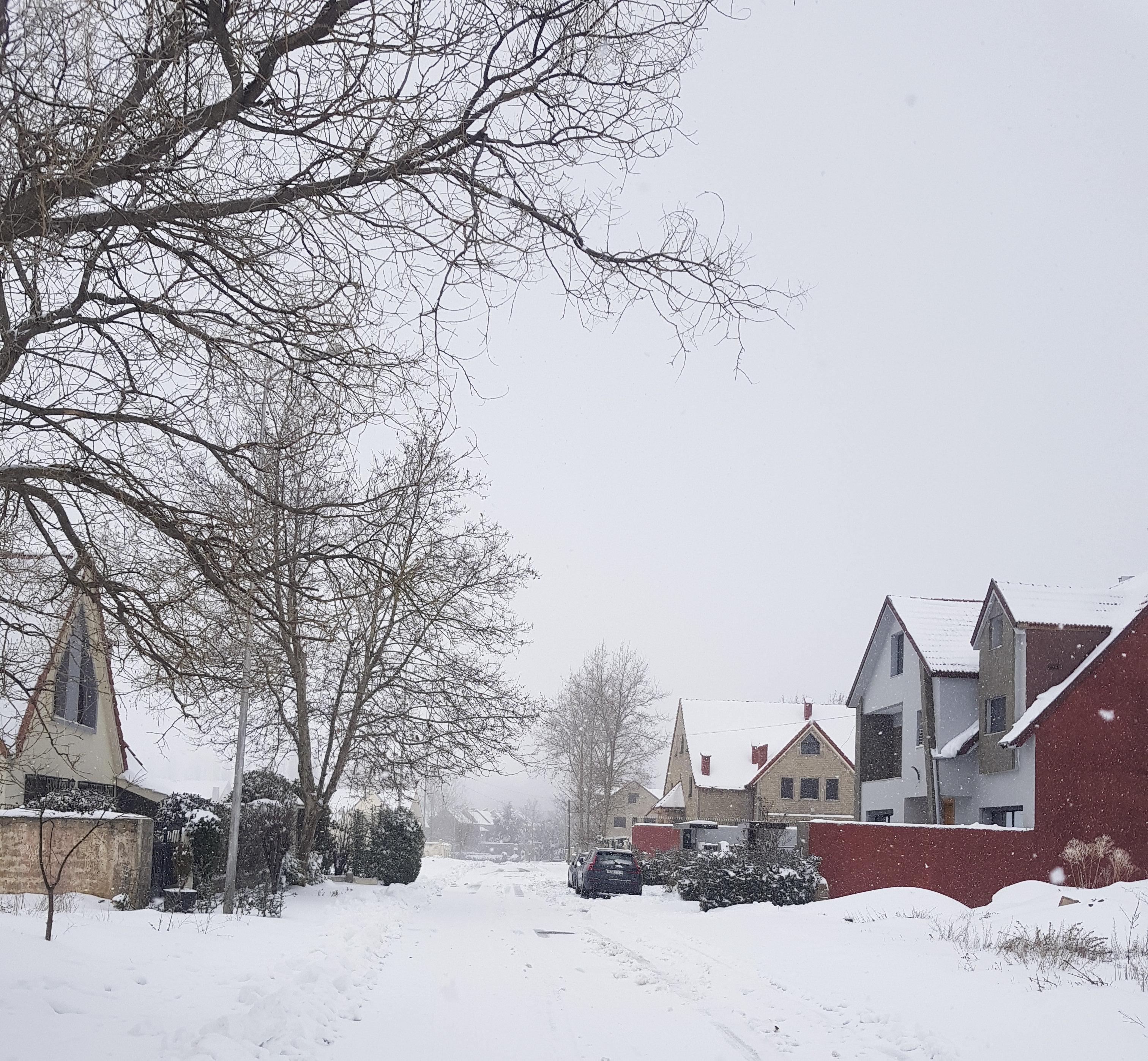
تساقطات ثلجية بمدينة إفران

### التعليم الخصوصي
- إفران سكوول
- مؤسسة لومورييه
- مؤسسة دونالد سكوول
- مؤسسة الصنوبر
- مؤسسة شبغون غوج
- مؤسسة لينا سكوول

### جامعة الأخوين

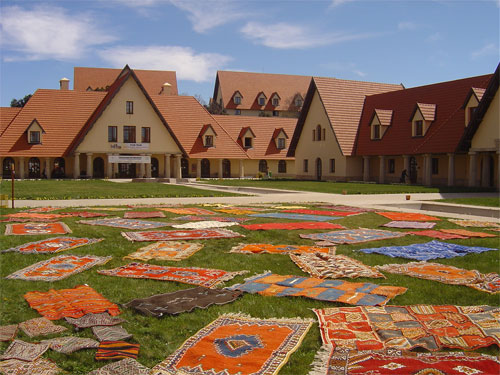
جامعة الأخوين بإفران

تأسست جامعة الأخوين في إفران عام 1993 بموجب مرسوم ملكي، فتحت أبوابها للطلاب في يناير 1995. بناءً على مبادئ التنوع ونظرة دولية، فإن رسالة الجامعة مدفوعة بقيم التضامن والتسامح البشري. وقد صاغت مؤسسة الأخوين تنظيمها الإداري والتربوي والأكاديمي على نظام الجامعة الأمريكية، واللغة الإنجليزية هي لغة التدريس.

### مؤسسات أخرى
- المعهد المتخصص للتكنولوجيا التطبيقية - إفران (تابع لمكتب التكوين المهني وإنعاش الشغل).
- مدرسة الشرطة بإفران (تابعة للمديرية العامة للأمن الوطني).[17]
- مركز تكوين الأطر (تابع للمديرية العامة لإدارة السجون وإعادة الإدماج).
- المدرسة الوطنية العليا للتدبير الرياضي (قيد الإنشاء).[18]

## النقل
تتوفر مدينة إفران على محطتين طرقيتين، محطة لسيارات الأجرة، وبجوارها محطة للحافلات. كما يوجد بالمدينة مطار إفران لكنه لا يتوفر على أي رحلات تجارية، وهو مخصص فقط للطائرات الخاصة الصغيرة. [بحاجة لمصدر]

## السياحة
تعد مدينة إفران وجهة سياحية يقصدها السياح (خصوصًا المغاربة) للاستمتاع بالجو المعتدل، وأصبحت متنزها للعديد من الأسر المغربية، خصوصاً في فصل الصيف، حيث ترتفع الحرارة بالمدن المجاورة مثل فاس ومكناس. تشتهر مدينة إفران برياضة القنص البري التي يفتتح موسمها خلال فصل الخريف. تتوفر مدينة إفران على العديد من المعالم السياحية، مثل عين فيتال، وتمثال أسد الأطلس.

### مزارات سياحية داخل جماعة إفران

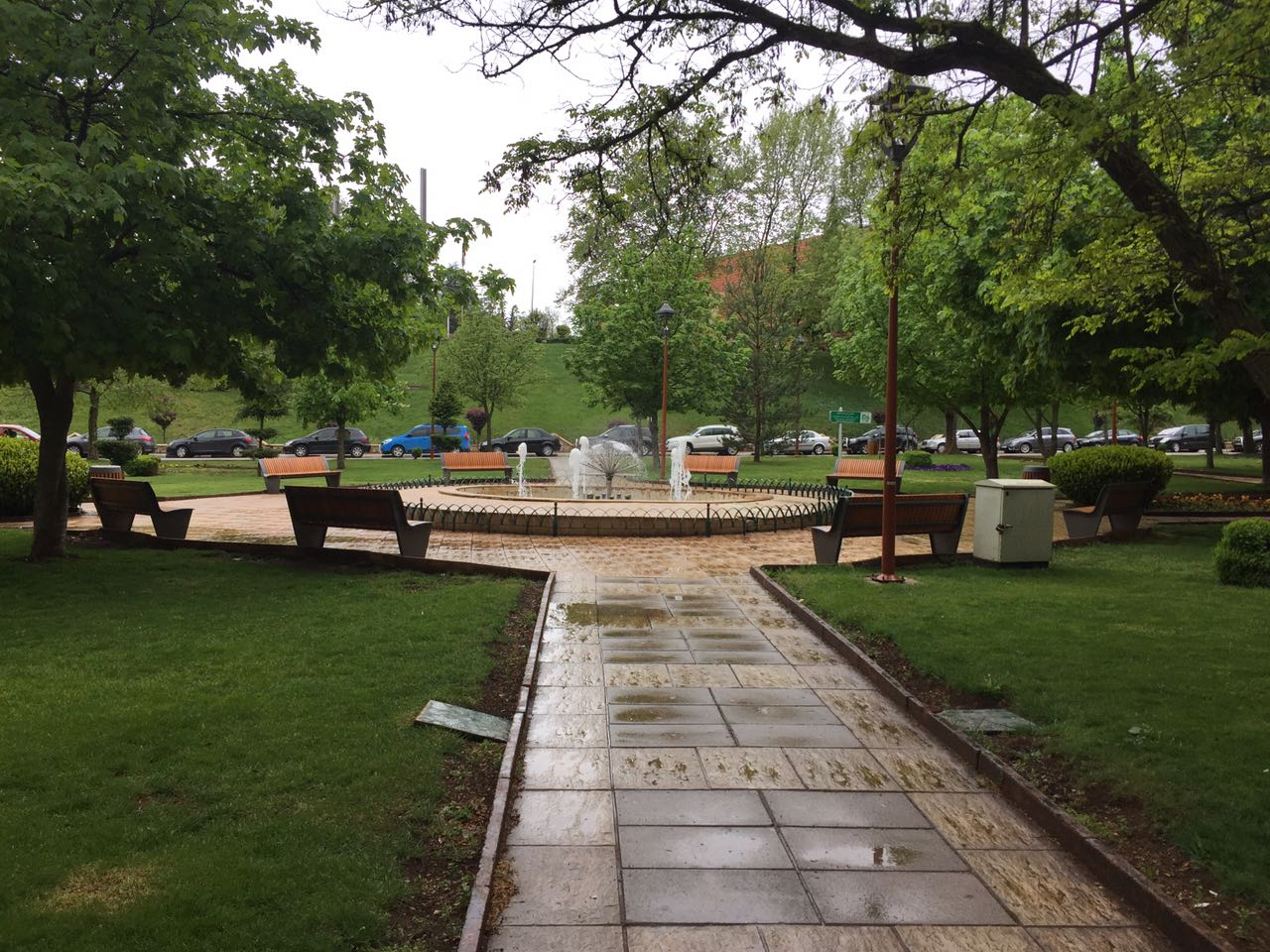
حديقة في وسط إفران

#### الفنادق
تتوفر إفران على مجموعة من الفنادق، أحدها من فئة 5 نجوم يحمل إسم فندق ميشليفن، ويوجد أيضًا بإفران مجموعة من مراكز الاصطياف والتابعة للأعمال الاجتماعية لقطاعات خاصة وعمومية.

#### أسد إفران
ويسمى أيضاً بتمثال أسد الأطلس، وهو عبارة عن تمثال متواجد في وسط المدينة، ويعتبر واحدًا من رموزها وأحد أكثر الأماكن التي يلجأ إليها السياح لإلتقاط الصور التذكارية. تتضارب الأنباء حول من قام بنحته، فبحسب السكان القدماء للمنطقة ومذكرات المقيم العام الفرنسي ليوطي، فإن سجينًا من الحرب العالمية الأولى (اختلف في جنسيته أهو ألماني أو إيطالي)، غير أن الراجح وحسب العديد الأرشيفات والعديد من الشهود والمراجع، فإن جون أونري مورو هو من قام بنحته، وهو فرنسي ولد بمدينة بوردو، وتروي المراجع التاريخية أن عملية نحث أسد إفران إنطلقت في شهر مارس من سنة 1930، وإنتهت في نهاية أبريل من نفس السنة، على صخرة تبلغ سبعة أمتار طولًا ومترًا ونصف عرضًا، ومترين من العلو، وقد استعان هذا النحات بسجينين في عمله.

#### عين فيتال
تتوفر على عين للمياه العذبة، وتعد مجال لممارسة رياضات مختلفة مثل رياضة الجري وكرة القدم، بالإضافة إلى الرياضة الموسمية التي تعمل على تنظيمها جمعية فيتال الرياضية لصيد السمك والحفاظ على البيئة، وتختص باصطياد سمكة الترويتة المحلية. وتعتبر عين فيتال مكانا مثاليا للنزهات مع العائلة أو الأصدقاء وخصوصا في فصل الربيع. حيث تجذب هذه العين آلاف السياح من جميع أنحاء المغرب. على طول بضع مئات من الأمتار من النهر، تنتشر غابة من القيقب والحور حيث يمكن القيام برحلات على ظهور الخيل. [بحاجة لمصدر]

#### القطار السياحي

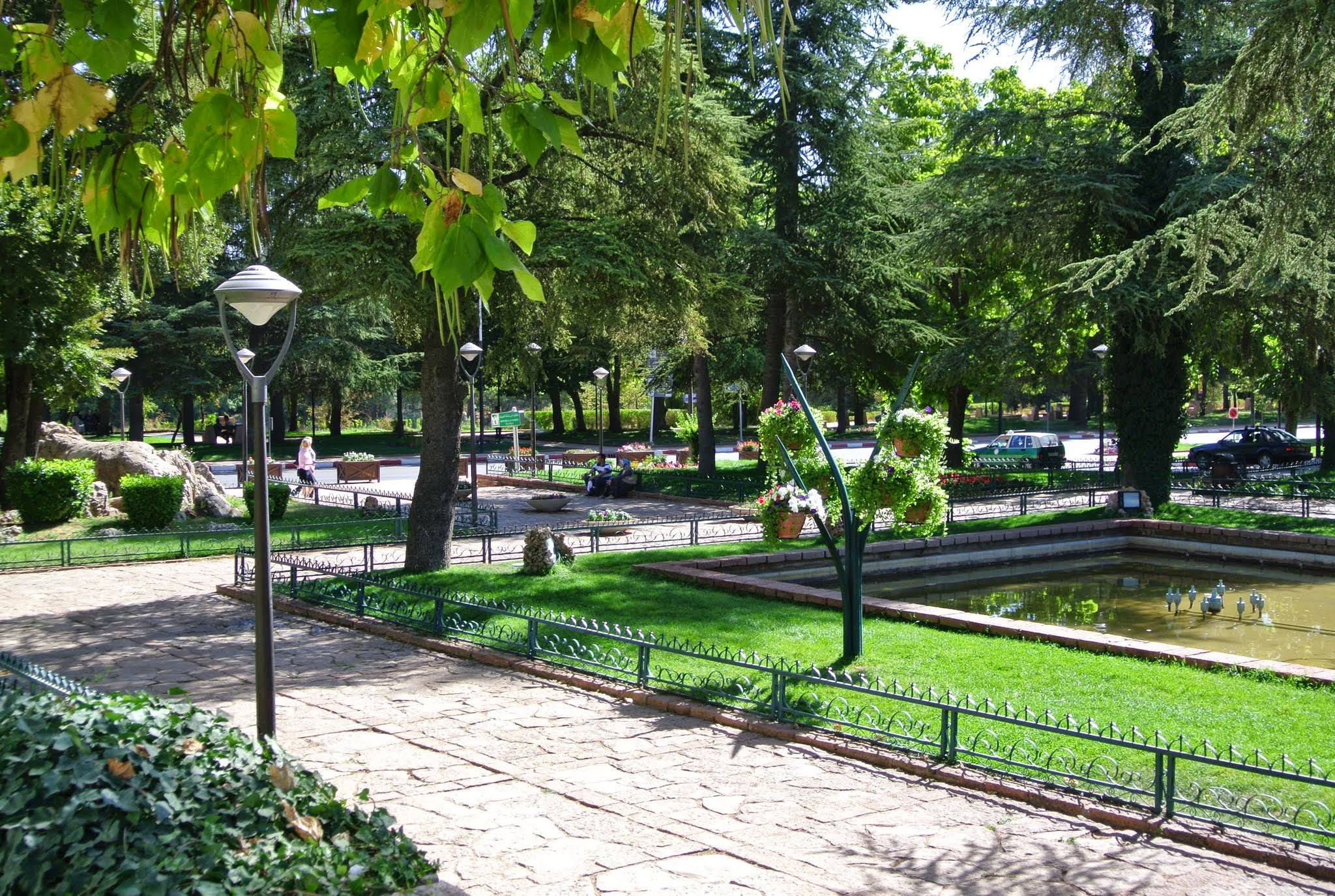
حديقة في وسط إفران

هو قطار يمر من أهم شوارع المدينة وأزقتها ليتيح لركابه فرصة استكشاف صناعات تقليدية محلية ونموذجية: فهناك النساجون الذين يحيكون منتجاتهم، وصانعو السلال الذين يظفرون عيدان الدوم والقصب، ومحلات الأواني الفخارية والأشياء المصنوعة من خشب العرعر والحلي. [بحاجة لمصدر]

### مزارات سياحية قرب جماعة إفران

#### رأس الماء
وهو موقع يتميز بتواجد محطة تربية أسماك المياه الباردة، وهي محطة تابعة للمركز الوطني لأحياء الماء وتربية السمك، تم إنشاء هذه المحطة في سنة 1957 بهدف الرفع من إنتاج سمك التروتة لمواكبة تطور الصيد الرياضي، وهي تقع على ارتفاع 1550 متر. تم اختيار موقع المحطة بناءا على الموقع الجغرافي، الطبيعة الجيولوجية والجودة الفيزيوكيماوية للماء المزود للمحطة. خلال السنوات الأولى من بدأ الاشتغال بهذه المحطة، كان الهدف الرئيسي هو إنتاج صغار سمك التروتة النهرية المحلية، لكن سرعان ما تم الانتقال لتربية أنواع أخرى من الأسماك، ويتعلق الأمر بالتروتة القزحية المستوردة، والزنجور.

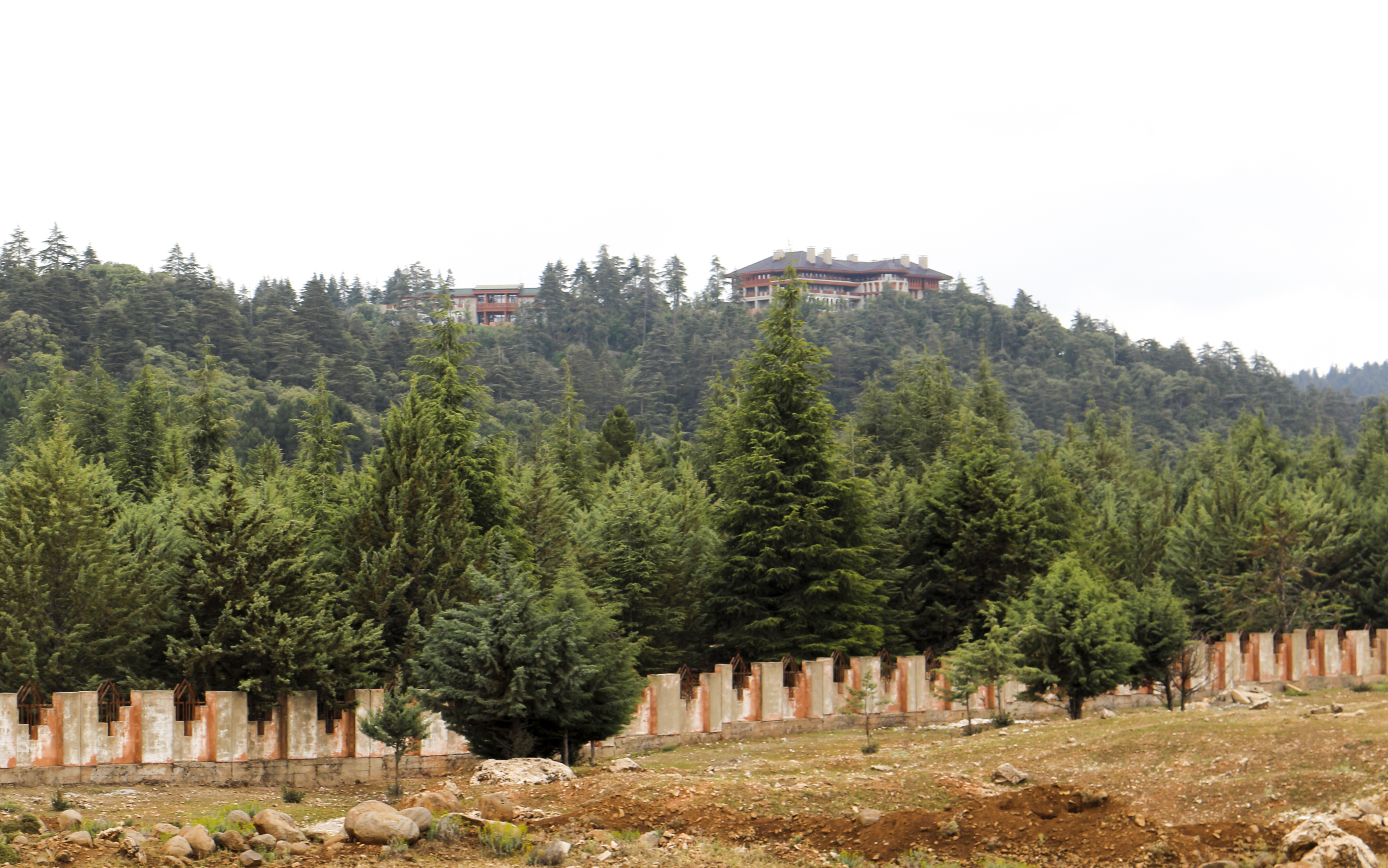
قصر الشيخة موزة بمدينة إفران

#### محطة التزحلق ميشليفن
محطة ميشليفن والتي تم إفتتاحها منذ سنة 1950، تعتبر كنقطة جذب مهمة لمحبي الرياضات الشتوية، وهي تقع على بعد 17 كلم من مدينة إفران، وعلى ارتفاع 2000 متر. وتتميز هذه المحطة بوجودها وسط غابات الأرز وتعرف تساقطاً للثلوج إبتداءاً من منتصف نونبر، وتقدم هذه المحطة 5 منحدرات تزلج للهواة أو المحترفين مع إمكانية التزلج على منحدرات مختلفة. كما يمكن ممارسة أنشطة أخرى في هذه المحطة، كالذهاب في رحلة تجوال مشيا على الأقدام لمسافات طويلة أو ركوب الخيل أو تسلق الأشجار. كما تتواجد في المحطة دراجات ودراجات جبلية لاستكشاف الجبال.

#### المنتزه الوطني لإفران

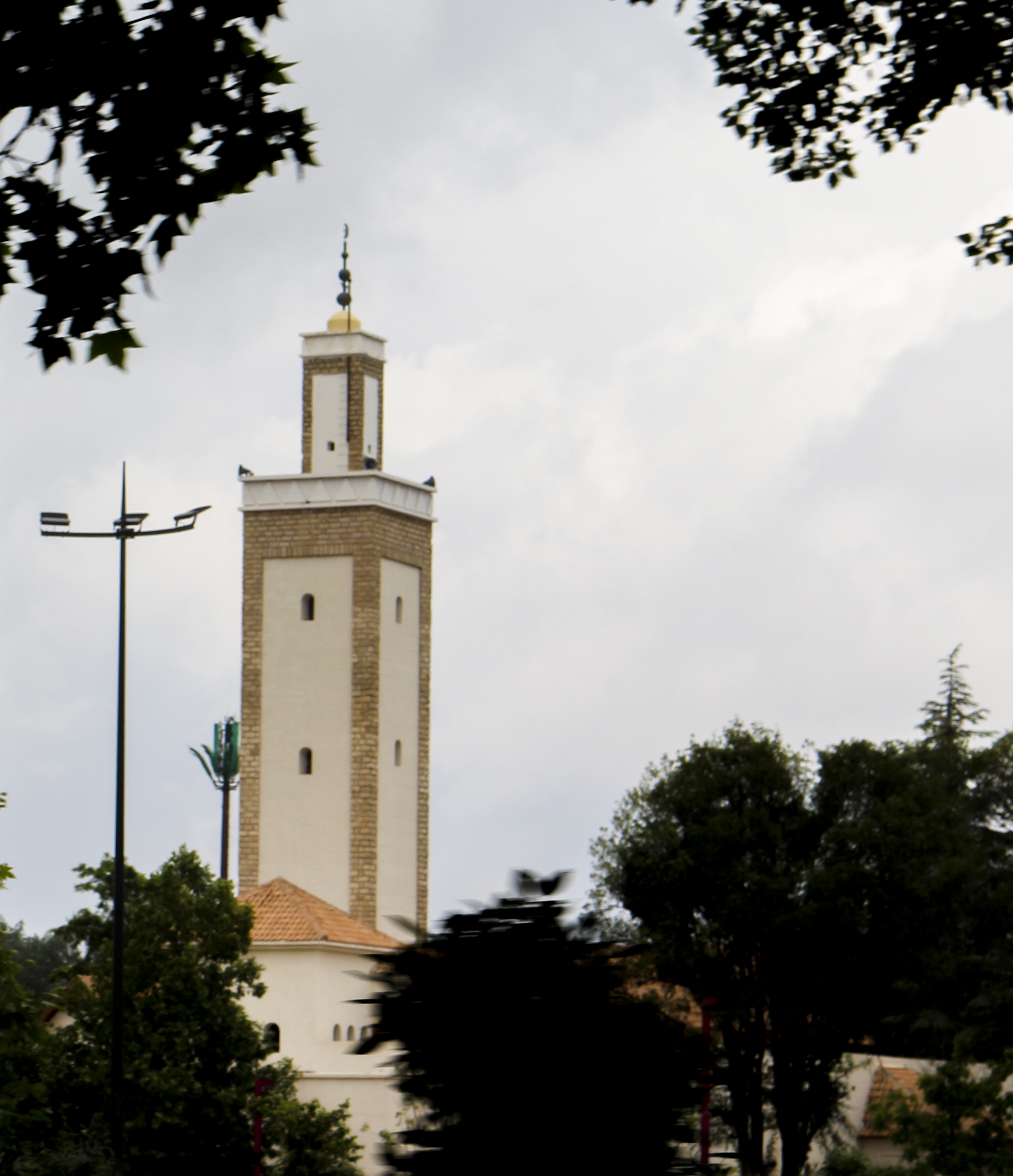
مسجد النيجر بمدينة إفران

هو منتزه وطني يتكون أساساً من غابات الأرز، ويوجد به مجموعة من الحيوانات كقردة زعطوط، والخنازير البرية، والأرانب، والثعالب، والطيور بالإضافة إلى أنواع أخرى كالزواحف والبرمائيات

#### الجولة السياحية عبر البحيرات
هي طريق تضم مجموعة من البحيرات منها: ضاية عوا، ضاية حشلاف، ضاية أفراح، ضاية أفركاع.

## الرياضة

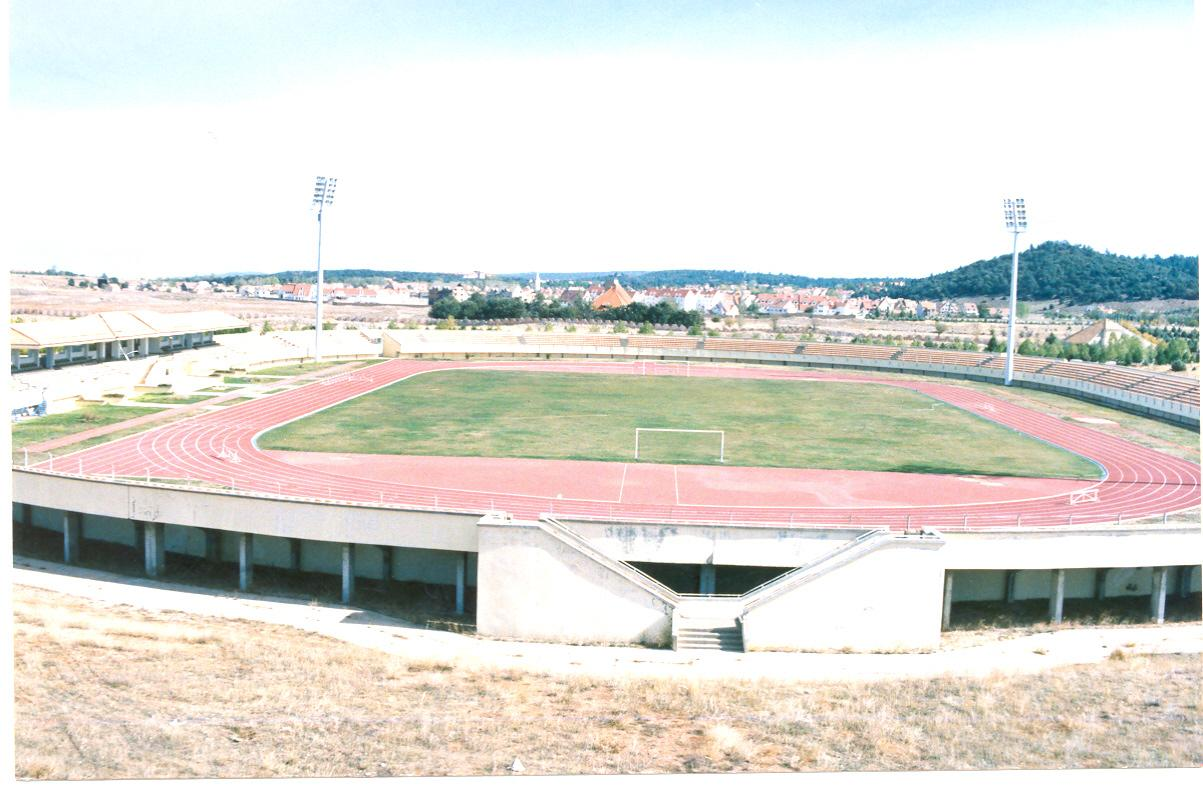
المركب الرياضي لإفران

### قائمة البنيات التحتية الخاصة بالرياضة في إفران:
- المركب الرياضي لإفران
- الملعب البلدي لإفران
- المركز السوسيو رياضي للقرب المندمج
- قاعة إفران متعددة الرياضات

### فرق رياضية
- جمعية ميشليفن إفران لكرة السلة
- النادي الرياضي إفران لكرة القدم

## معرض الصور

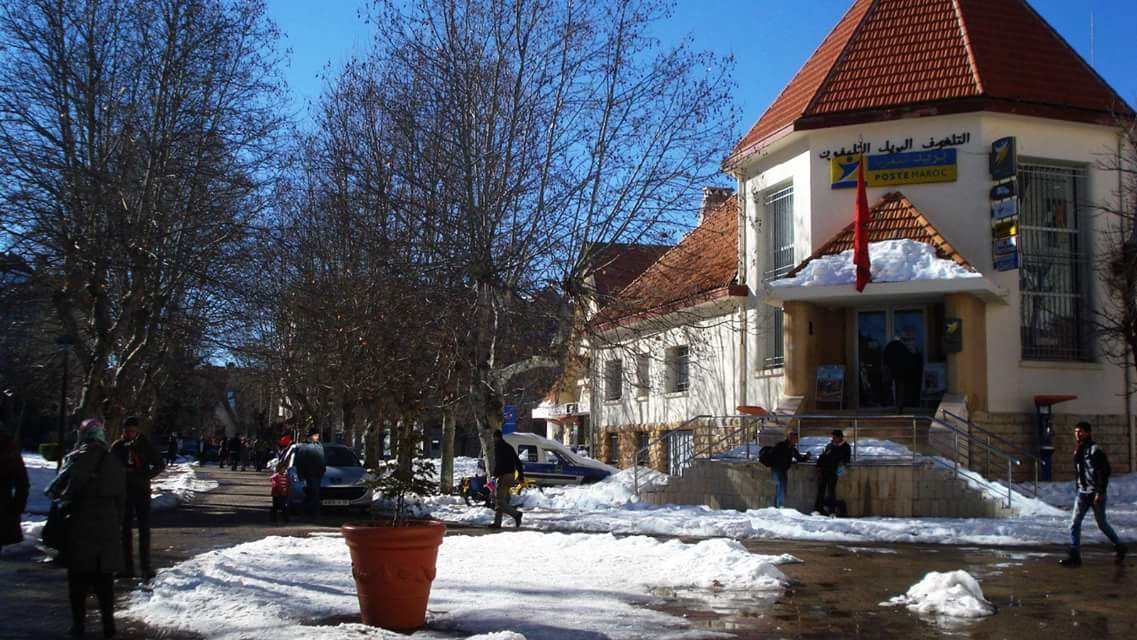
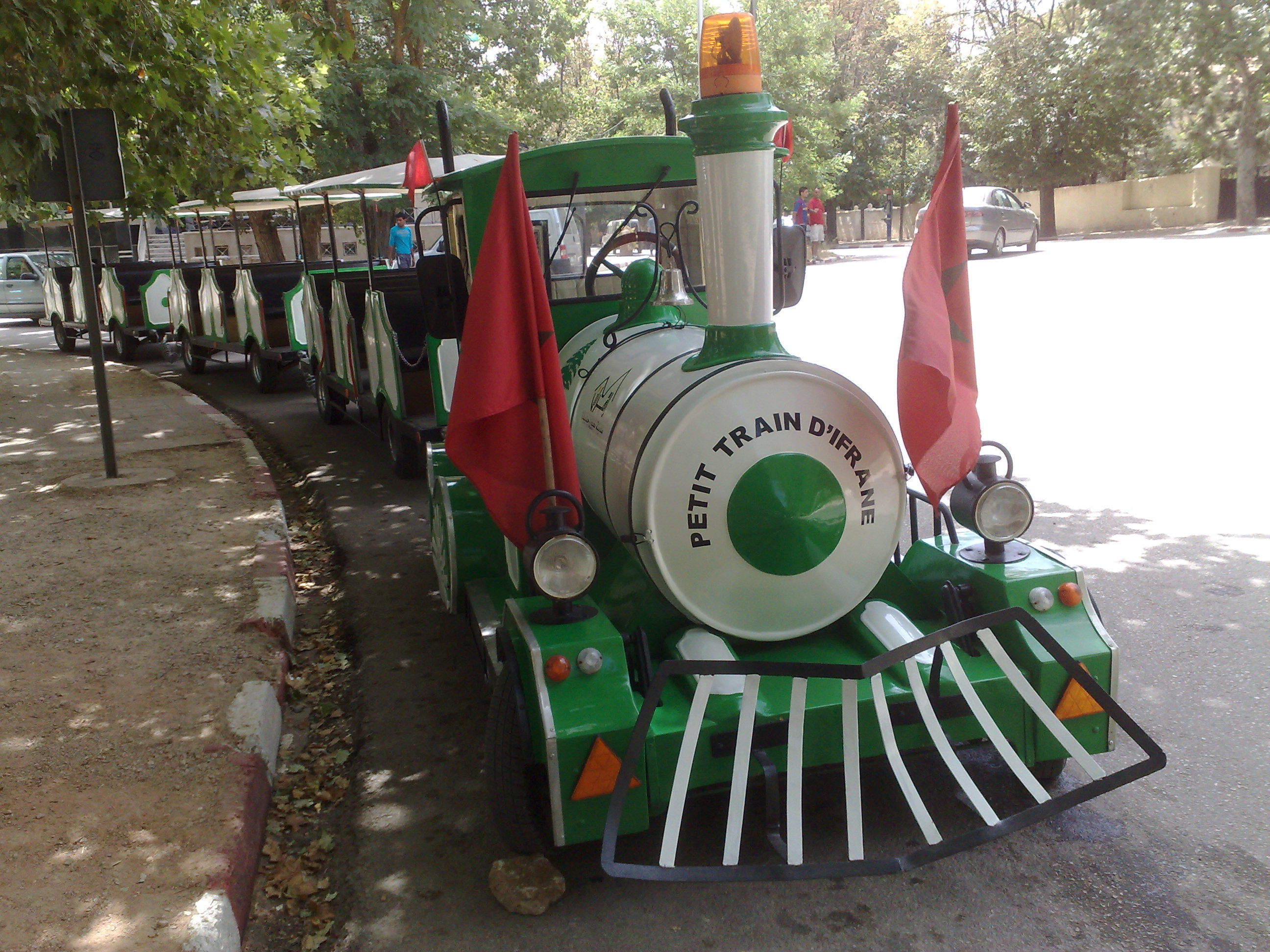
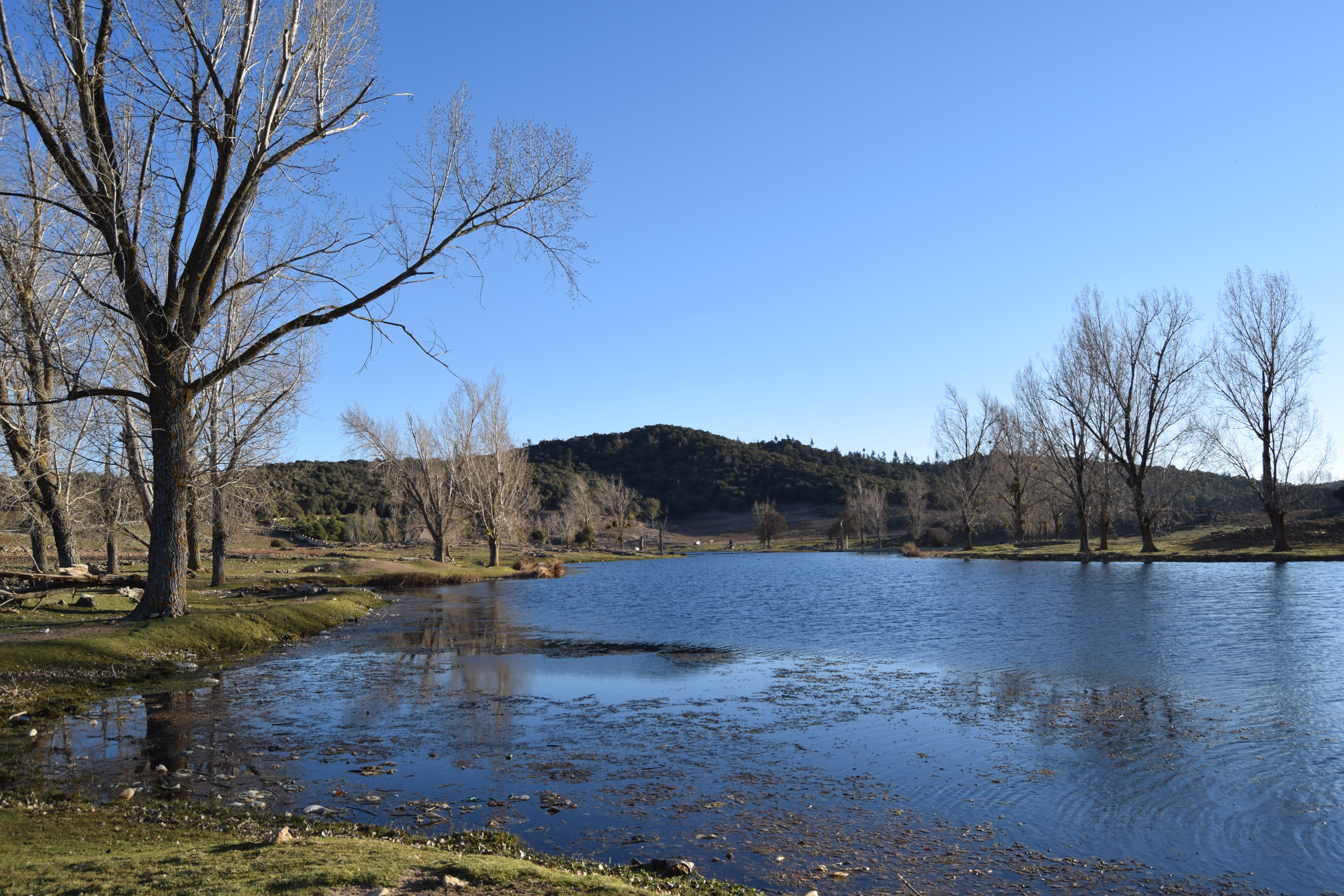
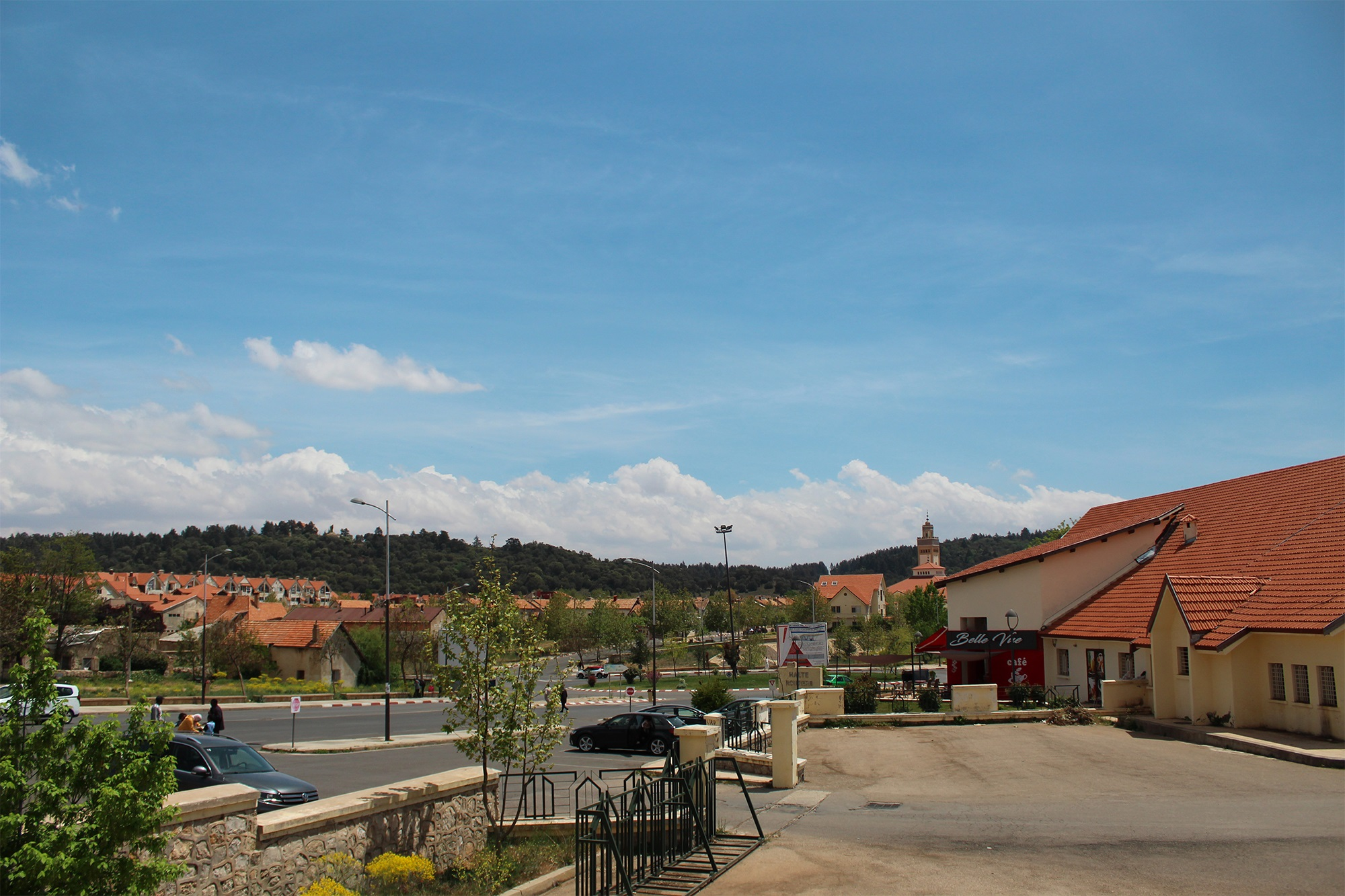
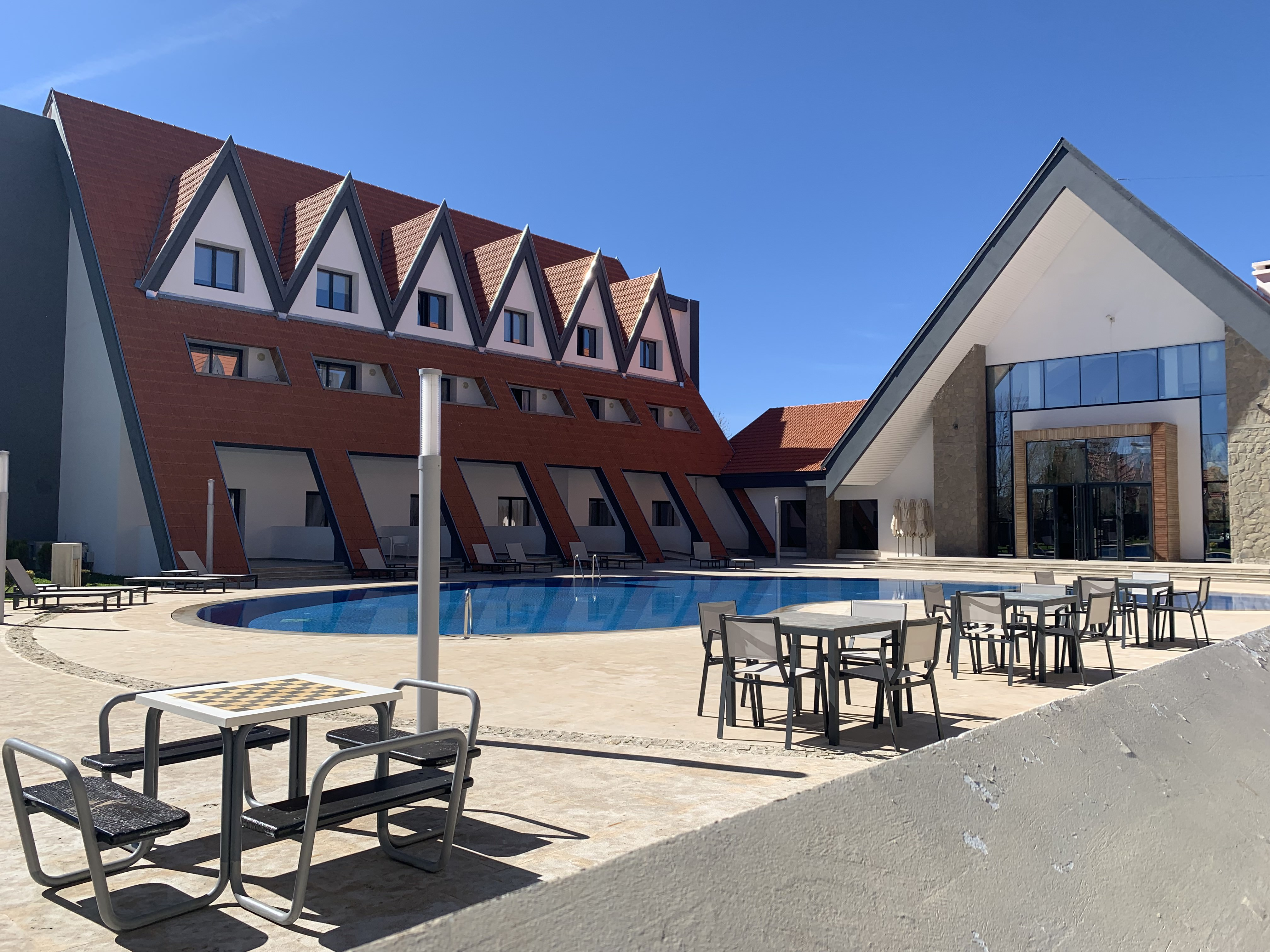
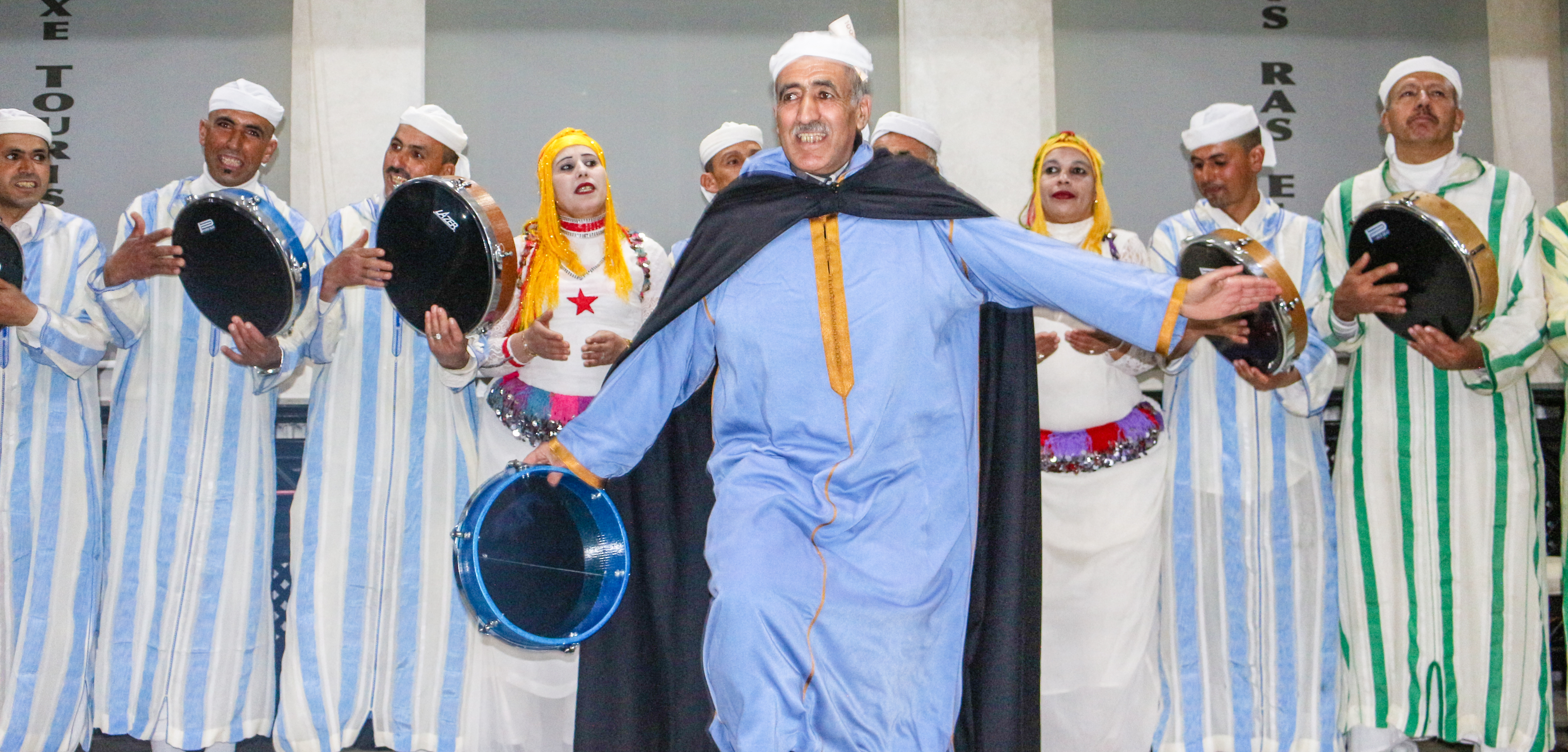
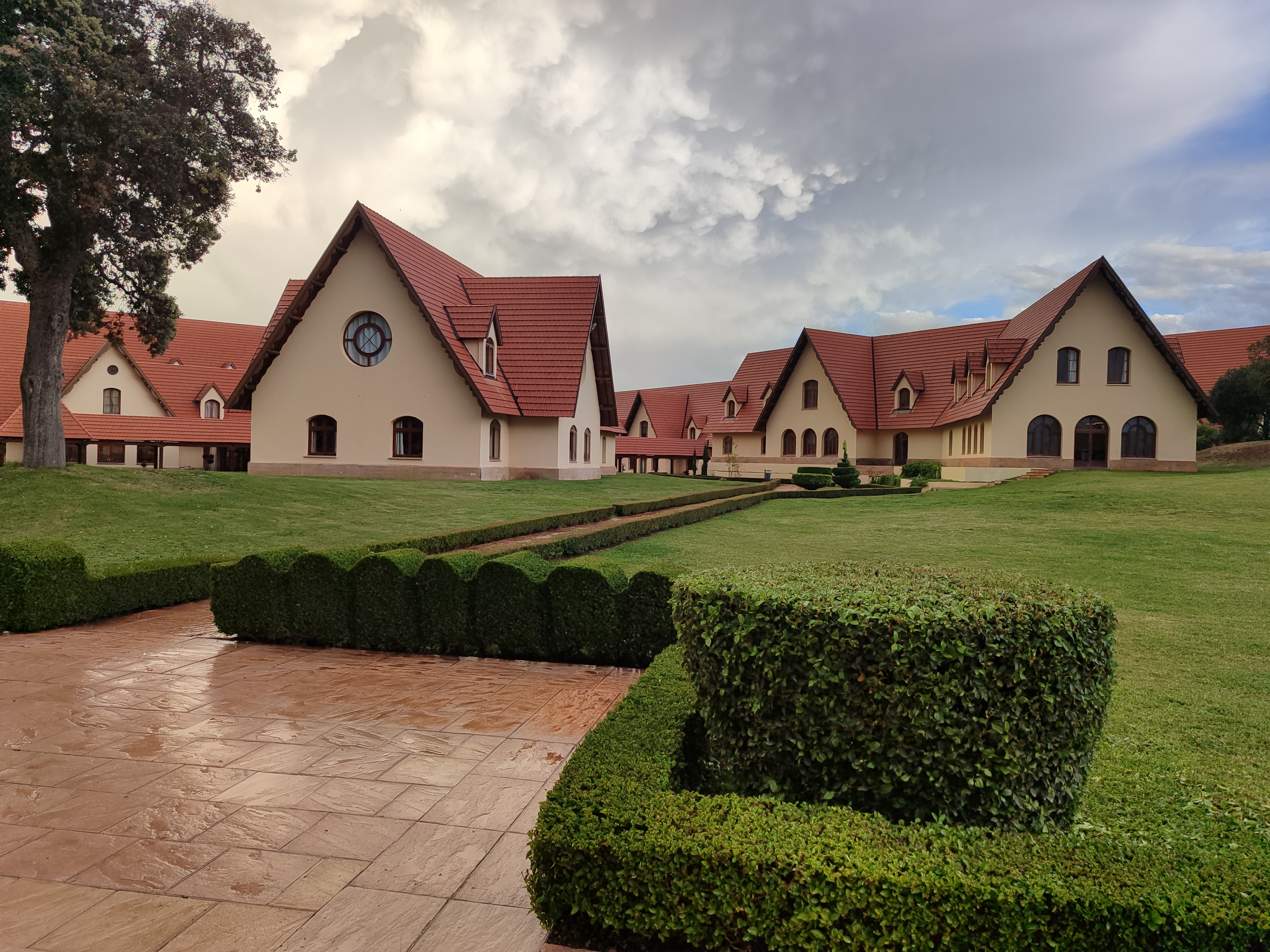
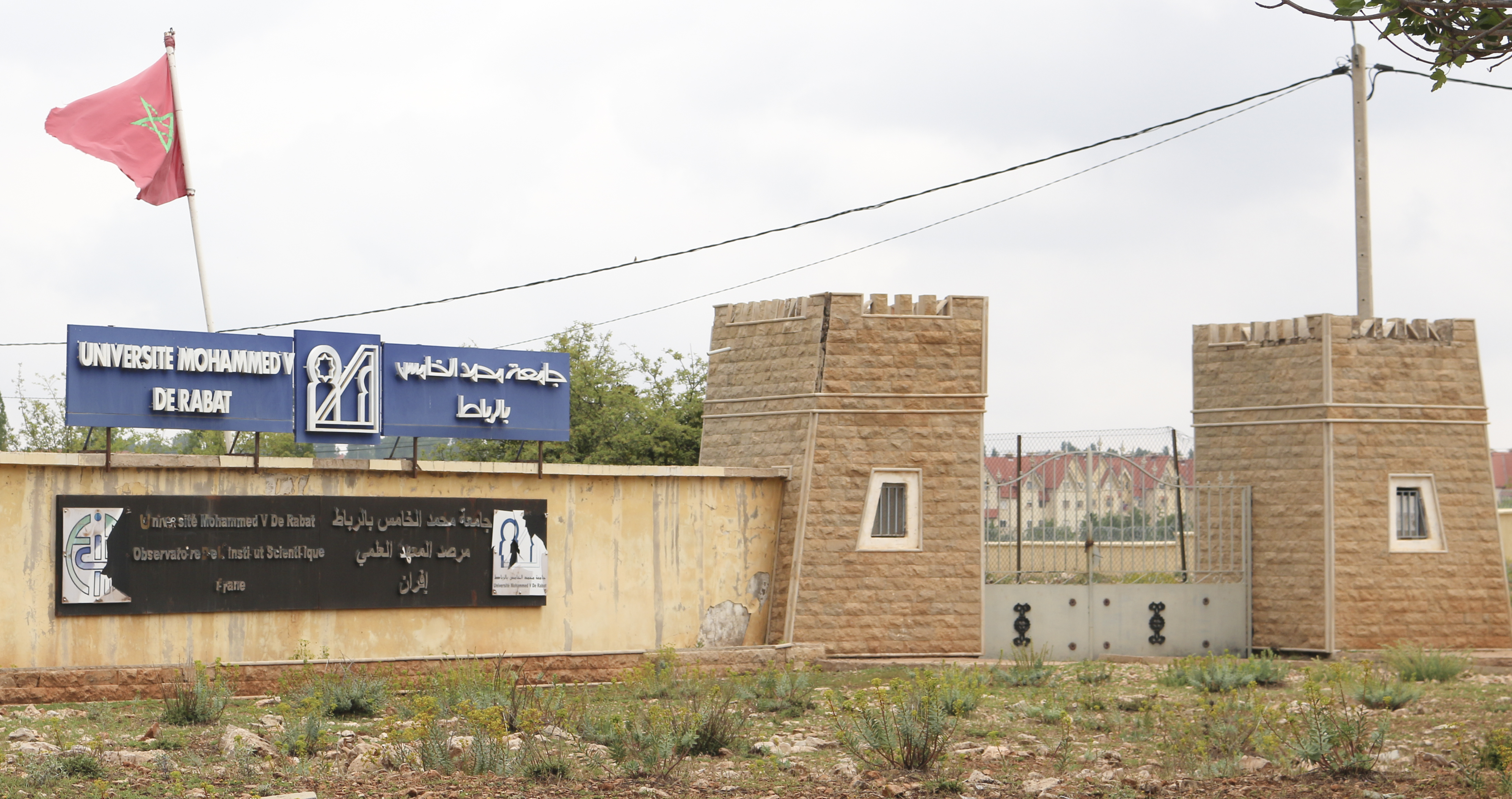
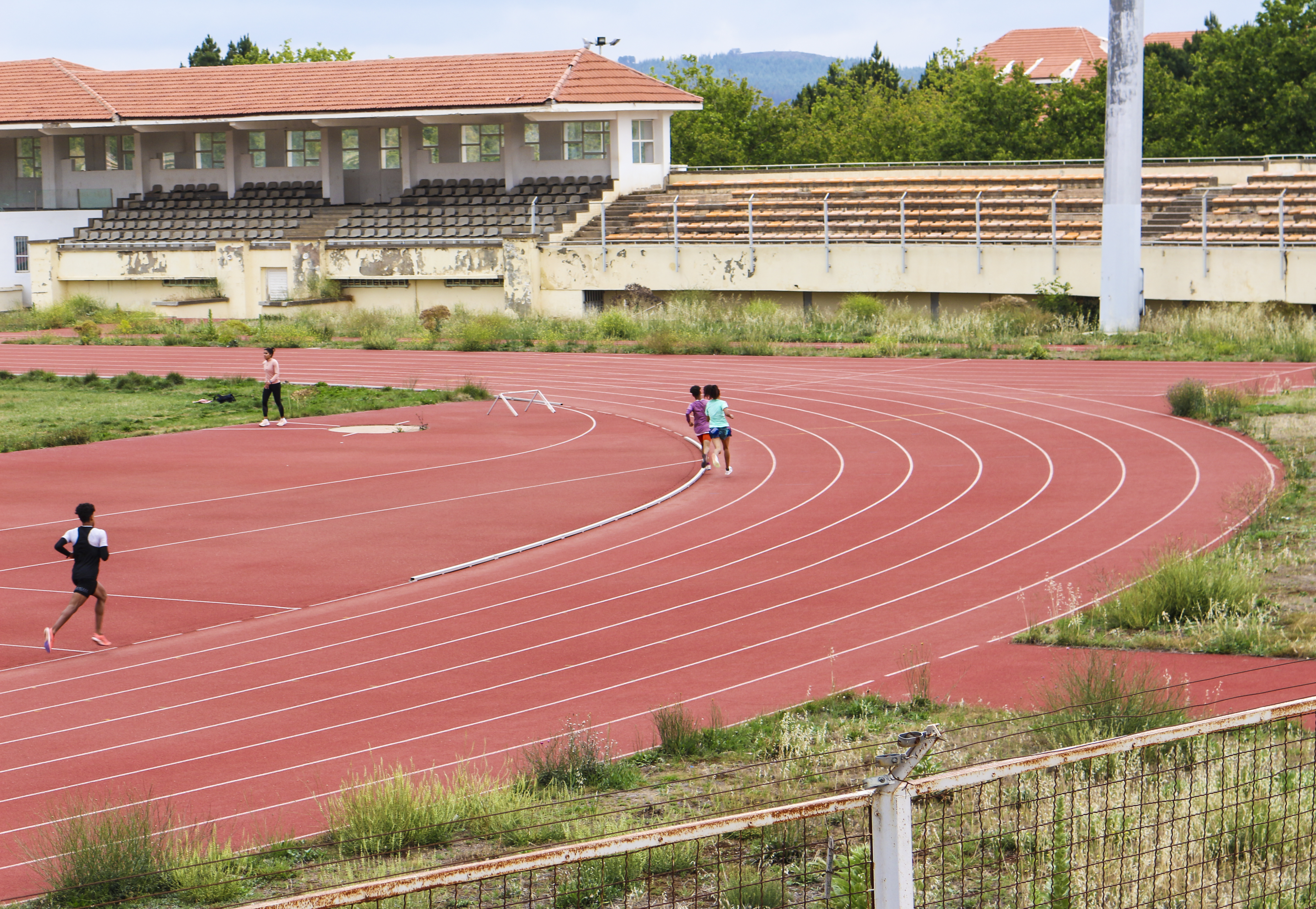
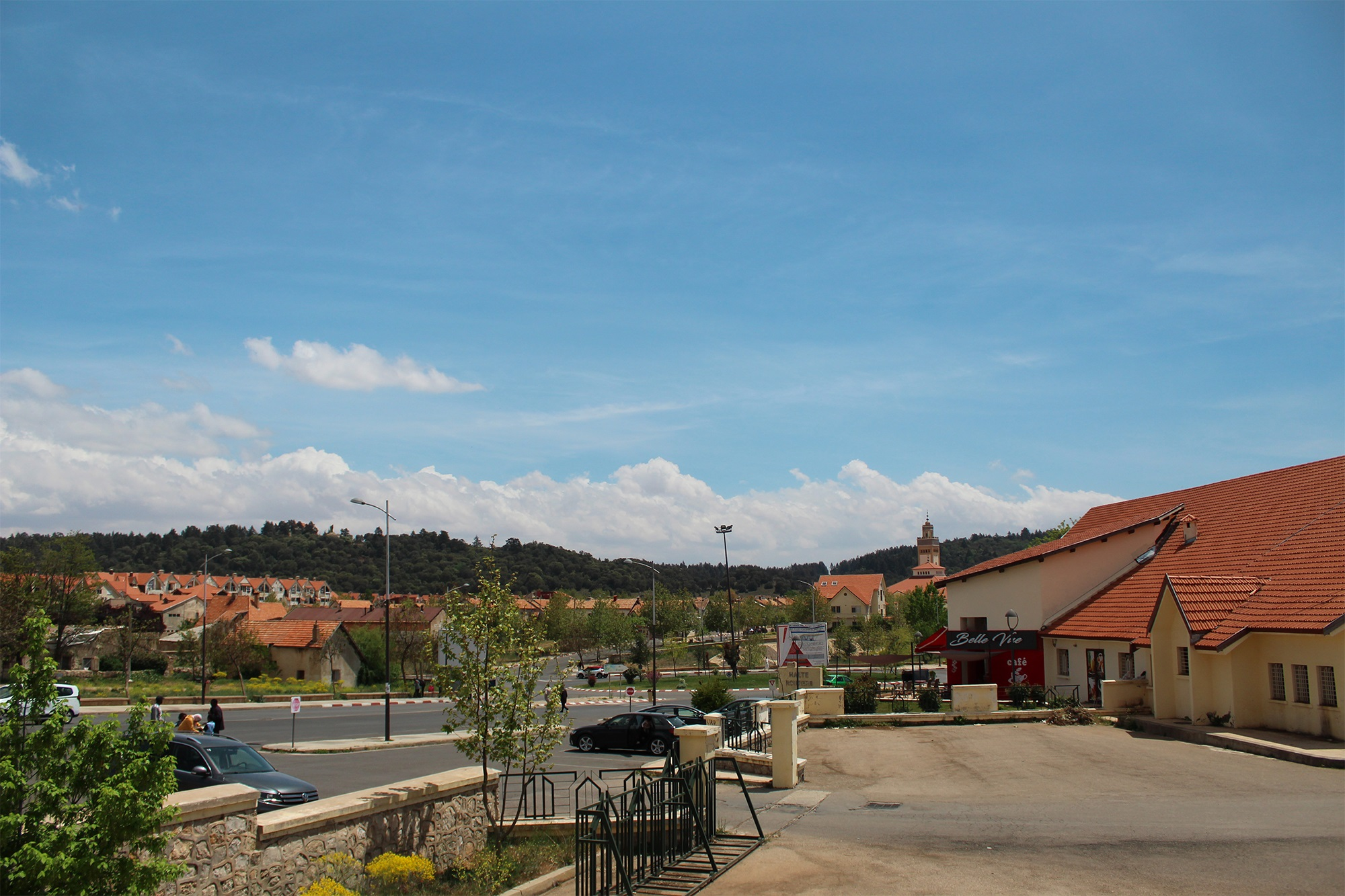
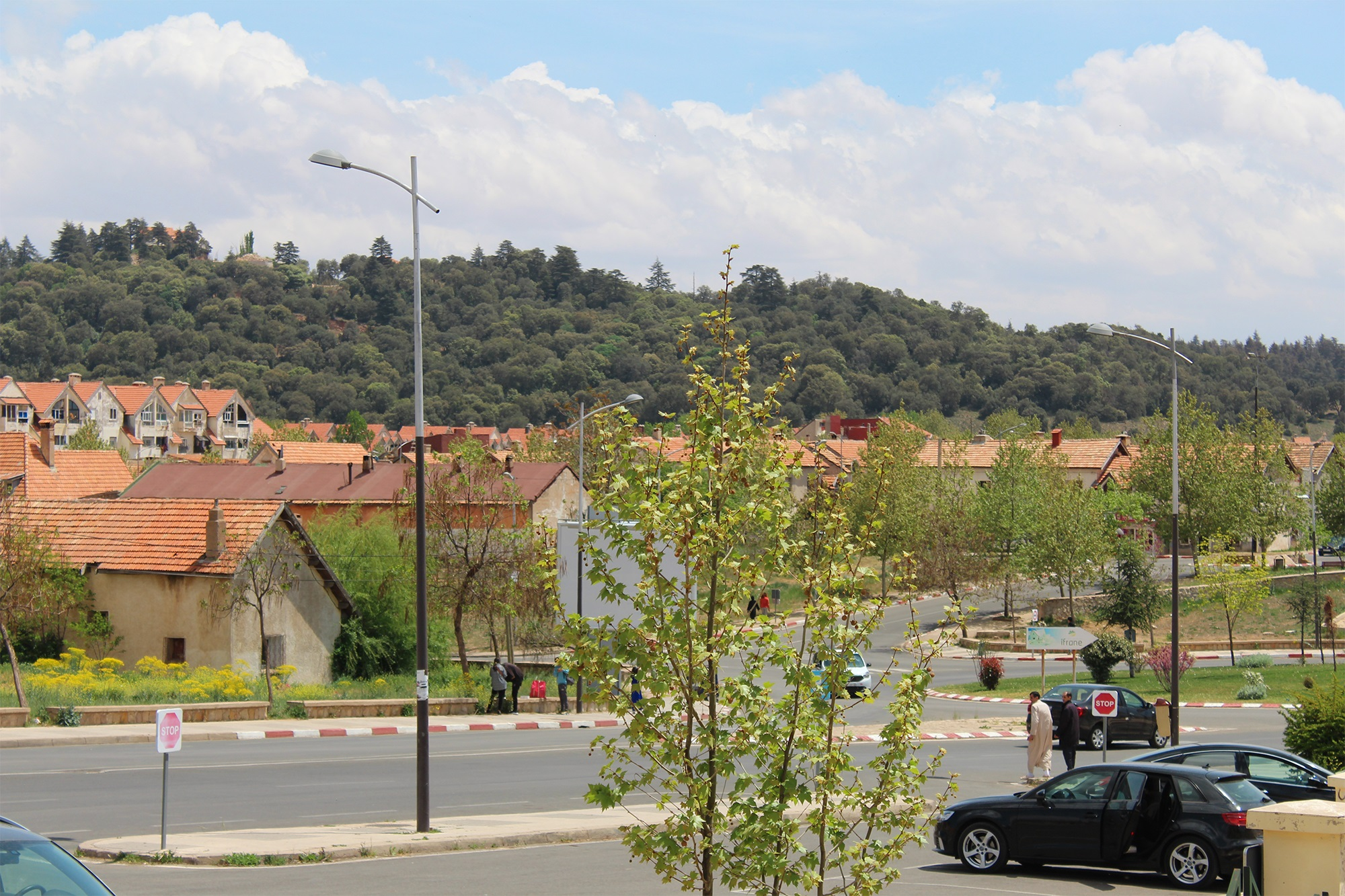
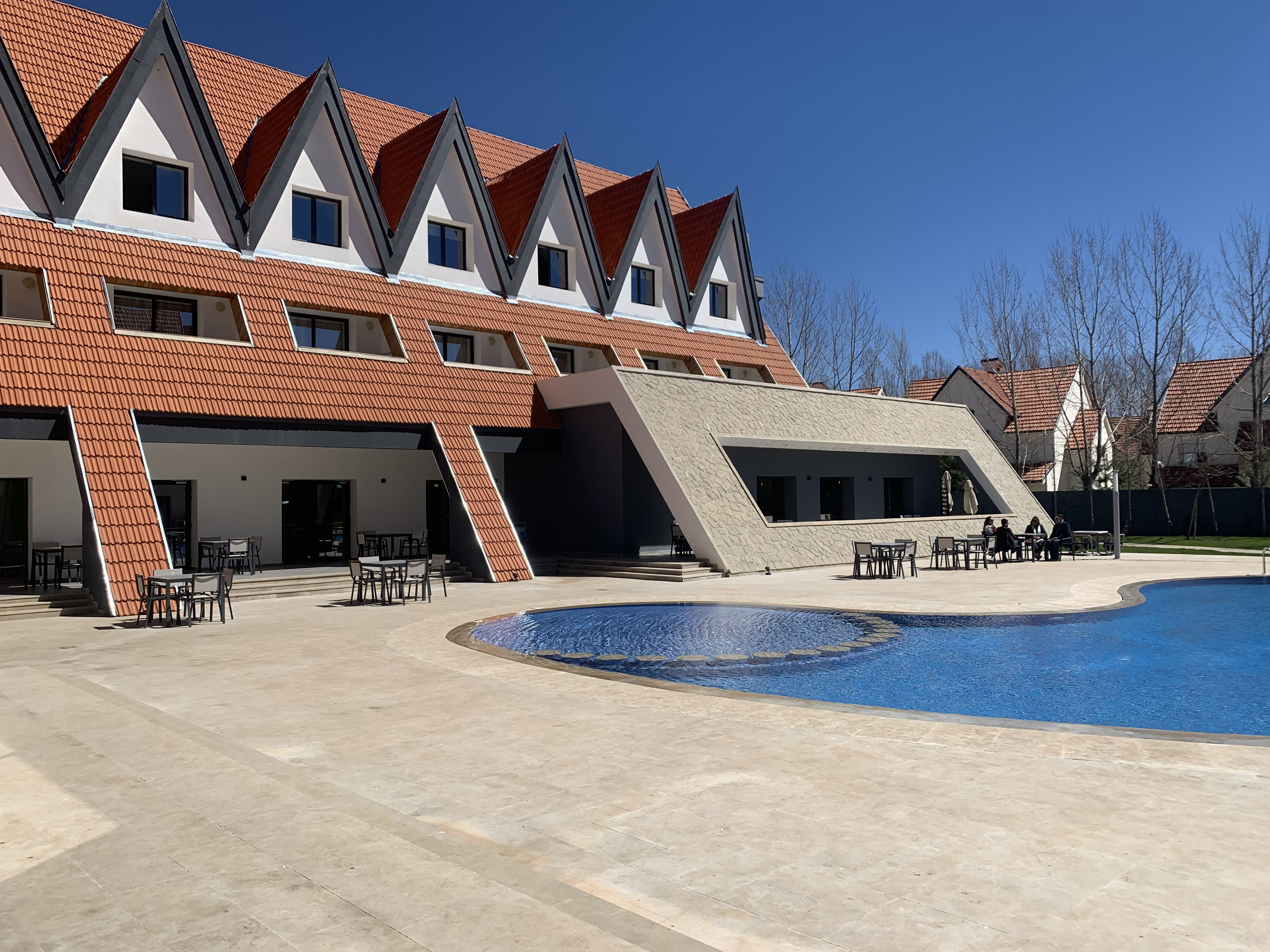
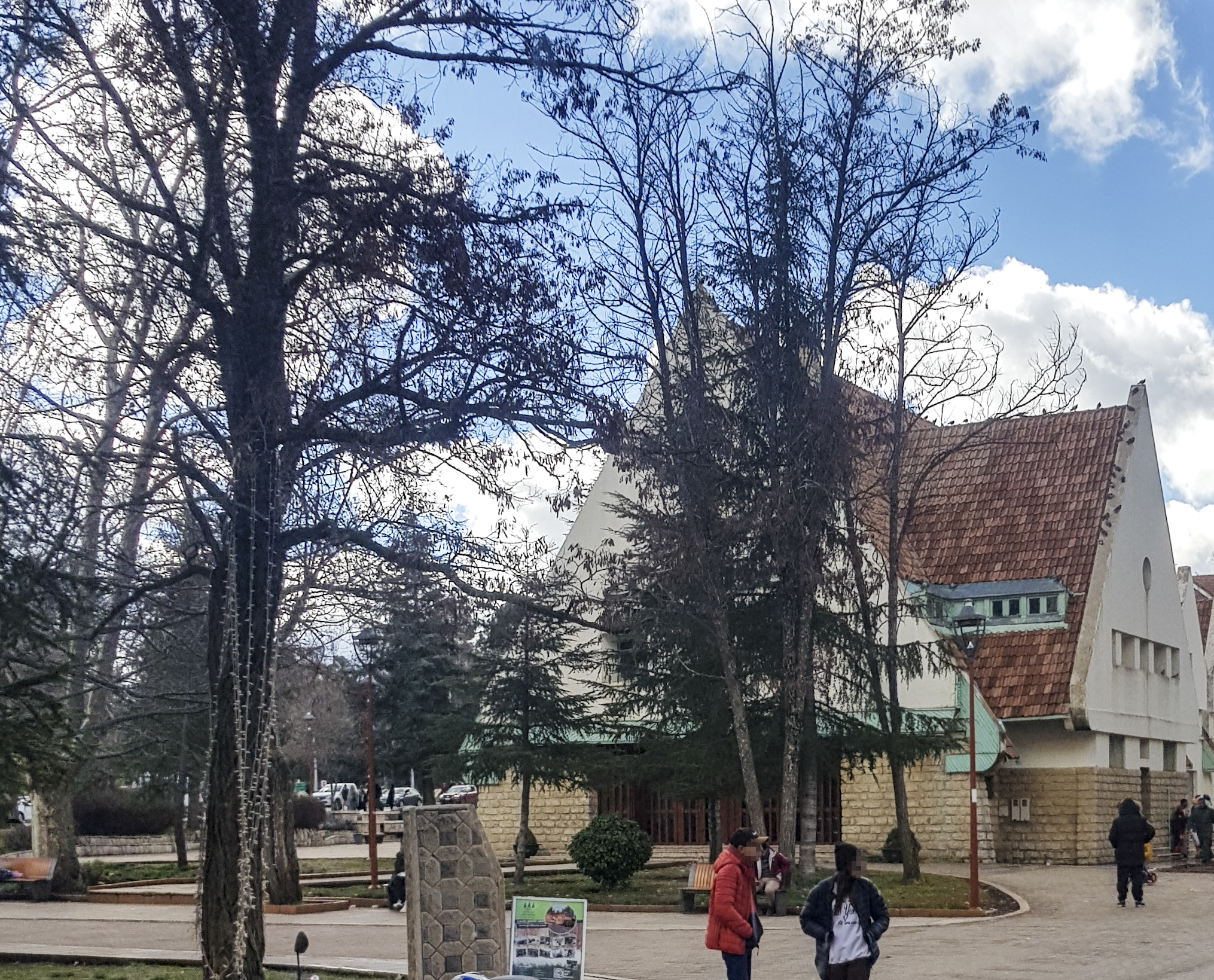
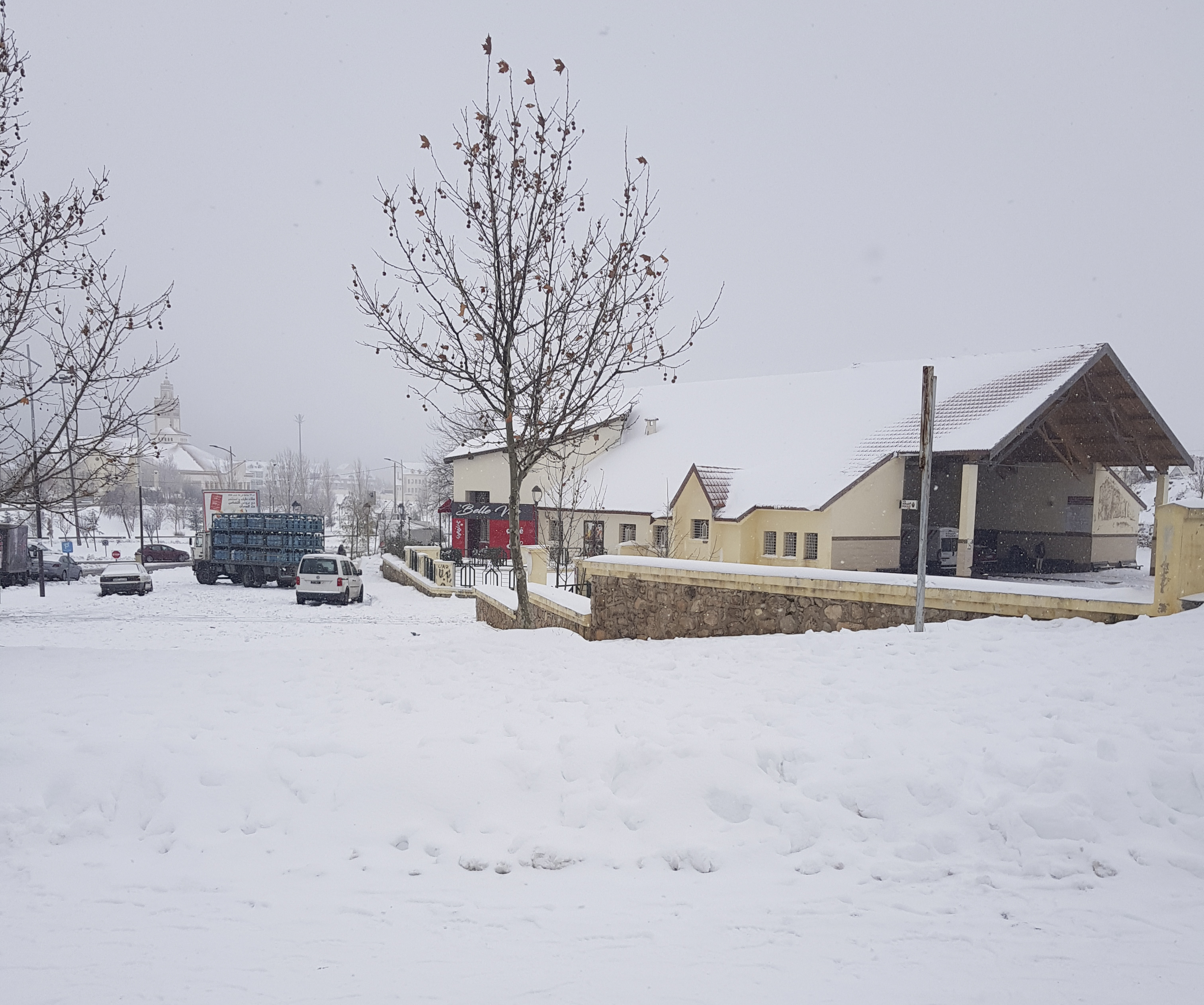
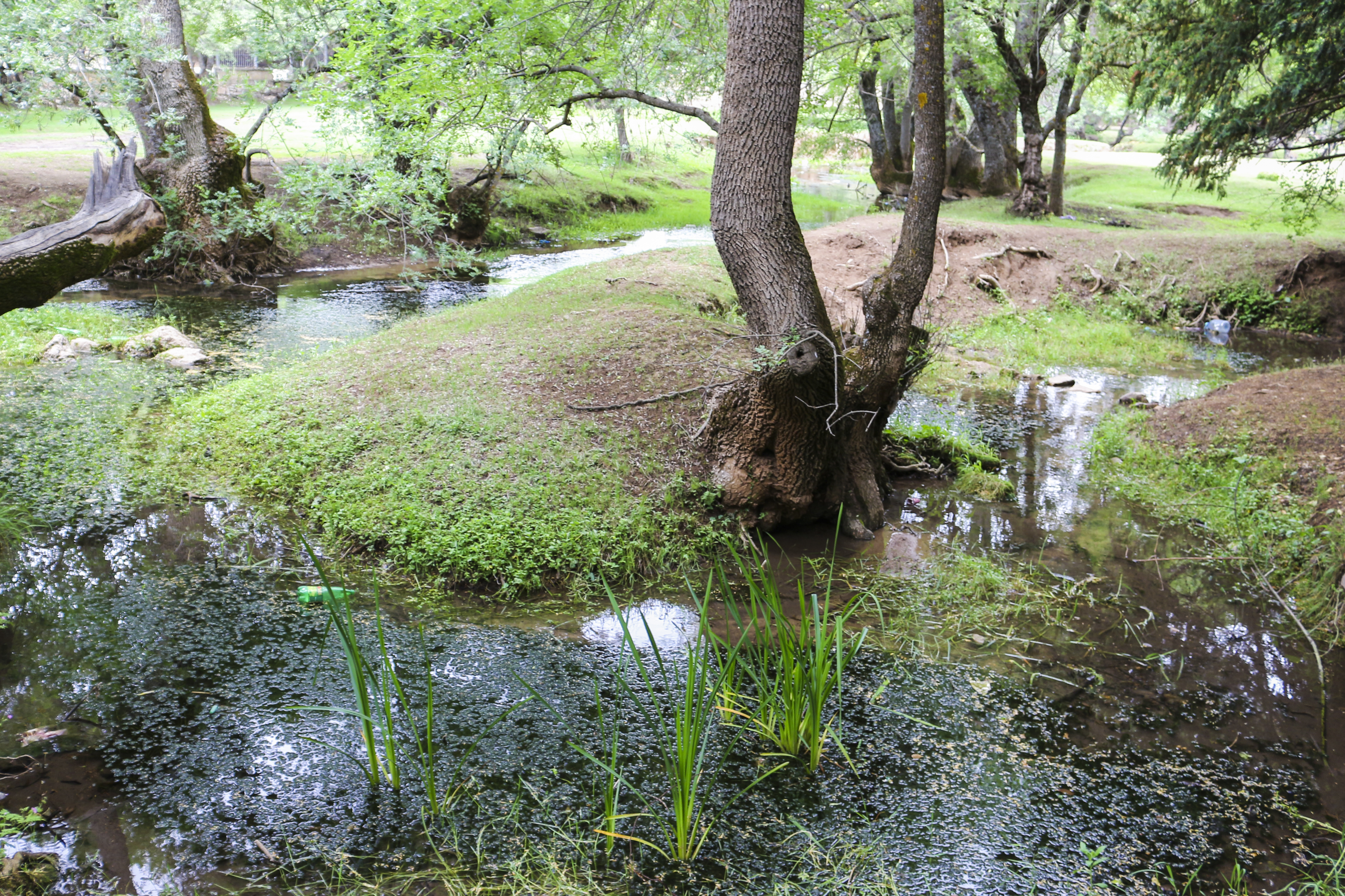
منتهي عين فيتيل الحضري
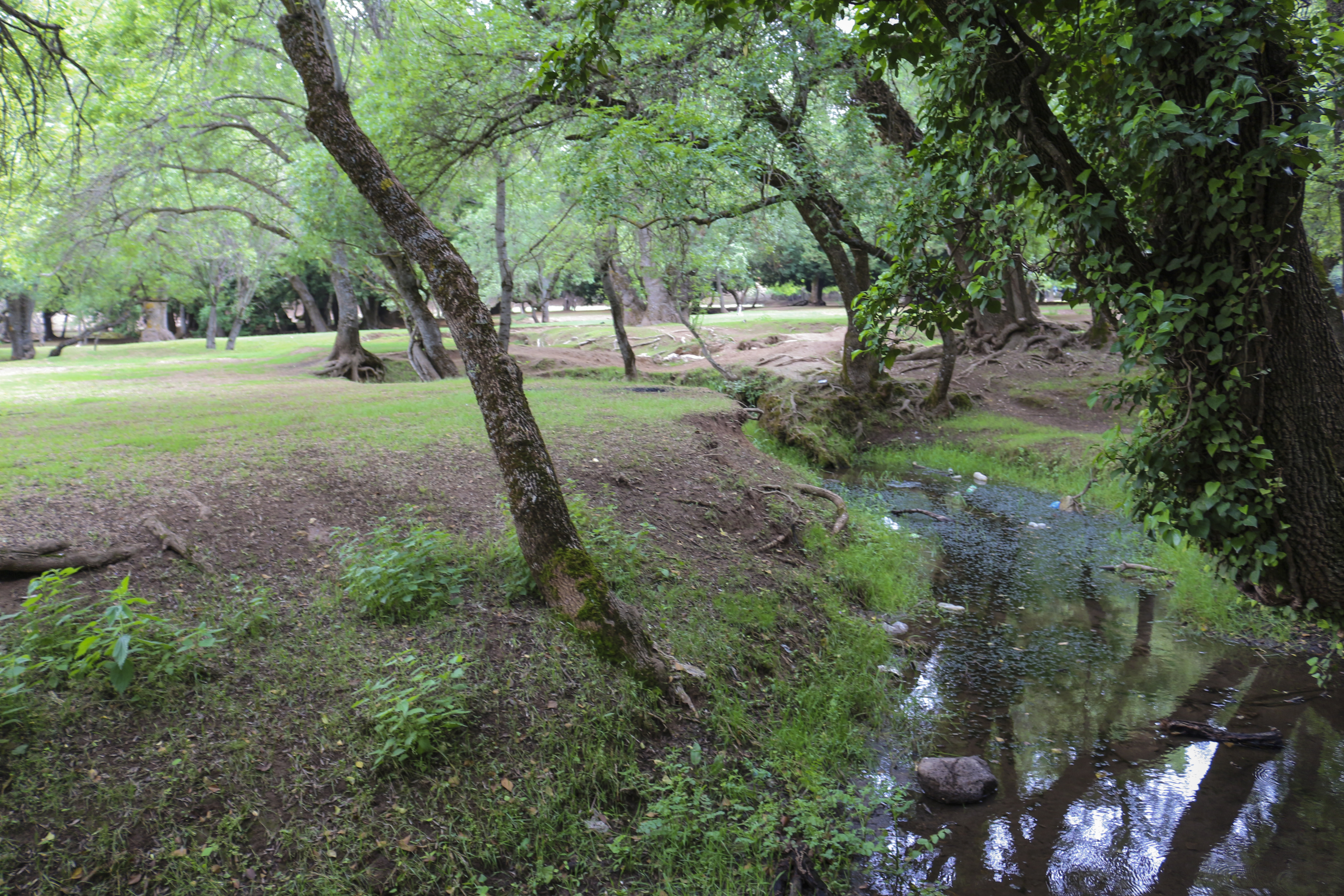
منتزه عين فيتال
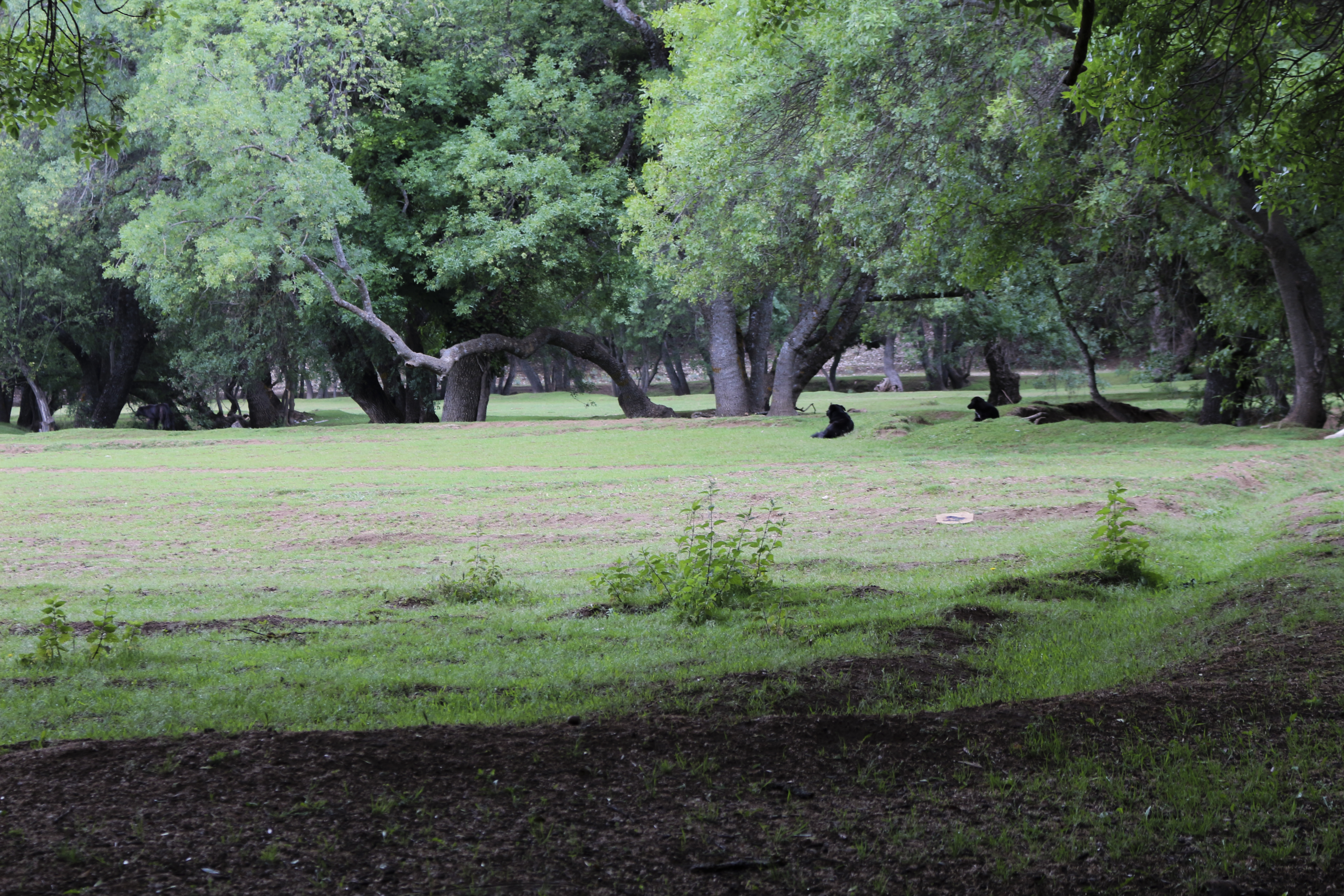
منتزه عين فيتال
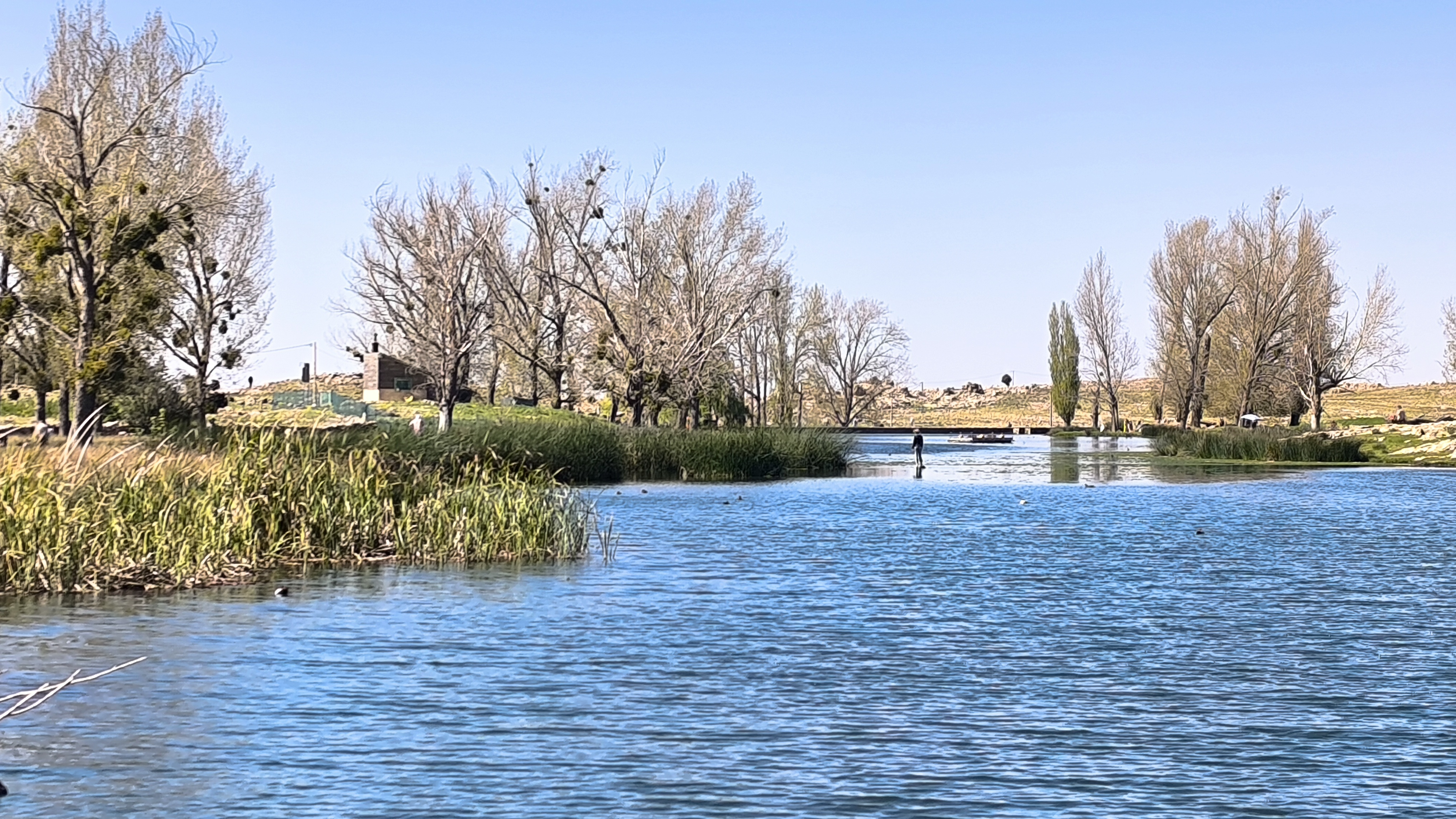
بحيرة عين إفران
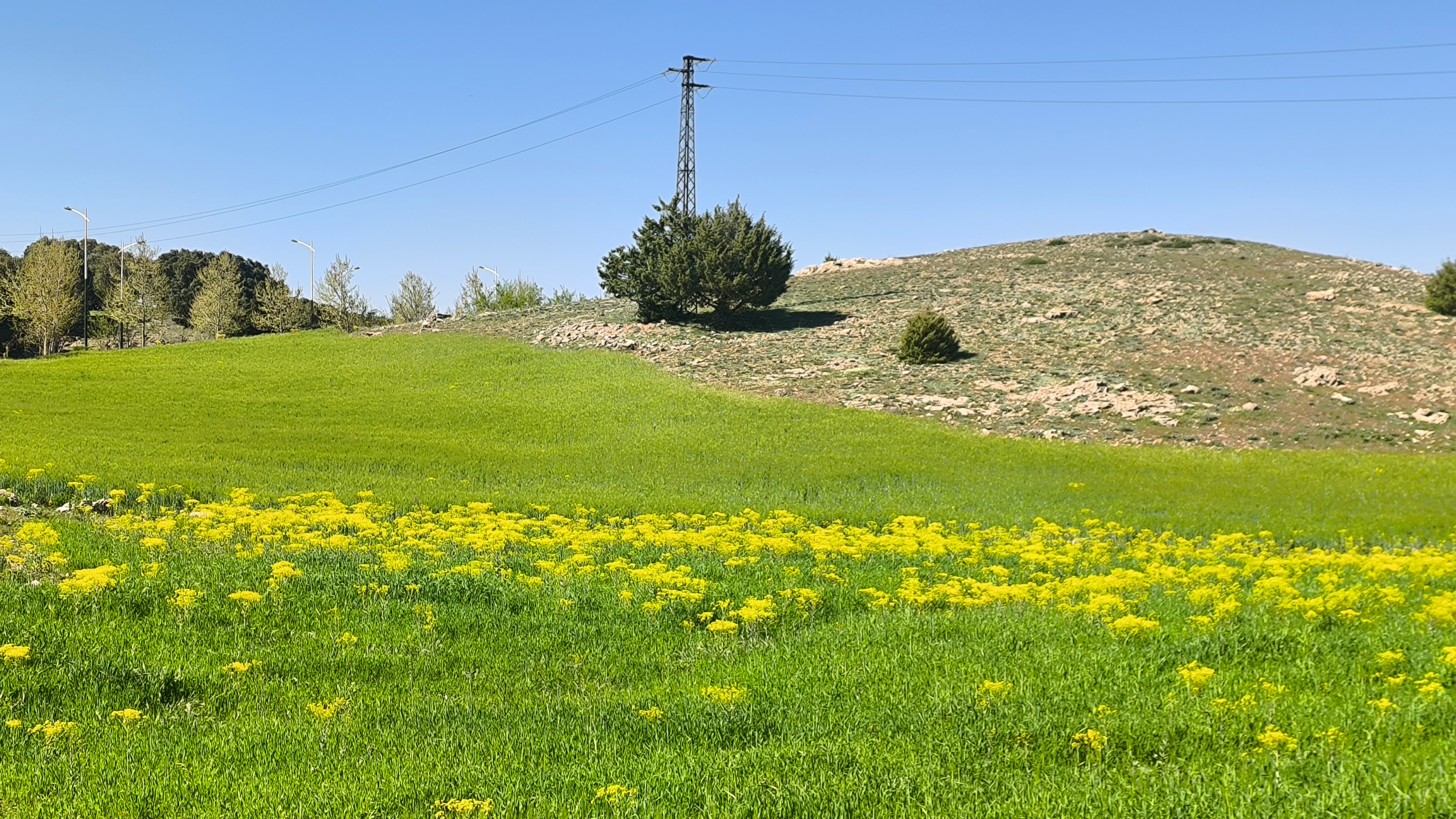
منظر قرب عين إفران

## روابط خارجية
- إفران على موقع الموسوعة البريطانية (الإنجليزية)